# Gaborone
Pour les articles homonymes, voir Gaborone (homonymie).
Gaborone (prononcé en tswana : /χabʊˈrʊnɛ/, prononcé en anglais : /ˌɡæbəˈɹoʊniː/) est la capitale et la plus grande ville du Botswana avec une population de 246 325 habitants selon le recensement de 2022, environ 10 % de la population totale du Botswana. Son agglomération compte 421 907 habitants au recensement de 2011. Ses habitants sont les Gaboronais.
Gaborone est situé entre le mont Kgale et le mont Oodi, près du confluent de la rivière Notwane et de la rivière Segoditshane dans le coin sud-est du Botswana, à 15 km de la frontière sud-africaine. La ville est desservie par l'aéroport international de Gaborone. C'est un district administratif à part entière, mais c'est la capitale du district du Sud-Est environnant. Les habitants se réfèrent souvent à la ville comme GC ou Motse-Mshate.
La ville de Gaborone porte le nom du chef Kgosi Gaborone de la tribu Tlokwa, qui contrôlait autrefois les terres à proximité. Parce qu'elle n'a aucune affiliation tribale et est proche de l'eau douce, la ville devait être la capitale au milieu des années 1960 lorsque le protectorat du Bechuanaland est devenu une nation indépendante. Le centre de la ville est une longue bande d'entreprises commerciales, appelée "Main Mall" avec une zone en forme de demi-cercle de bureaux gouvernementaux à l'est. Gaborone est autrefois l'une des villes à la croissance la plus rapide au monde, ce qui a créé des problèmes de logement et d'implantations illégales. La ville fait face à des conflits qui se sont répandus dans le pays depuis le Zimbabwe et l'Afrique du Sud au cours des années 1980.
Gaborone est la capitale économique ainsi que la capitale du gouvernement ; c'est le siège de nombreuses sociétés et de la Bourse du Botswana. Gaborone abrite également la Communauté de développement de l'Afrique australe (SADC), une communauté économique régionale créée en 1980. De nombreuses langues y sont parlées, le Setswana (Tswana) étant la langue principale. L'anglais, le kalanga et le kgalagadi sont également parlés.

## Histoire

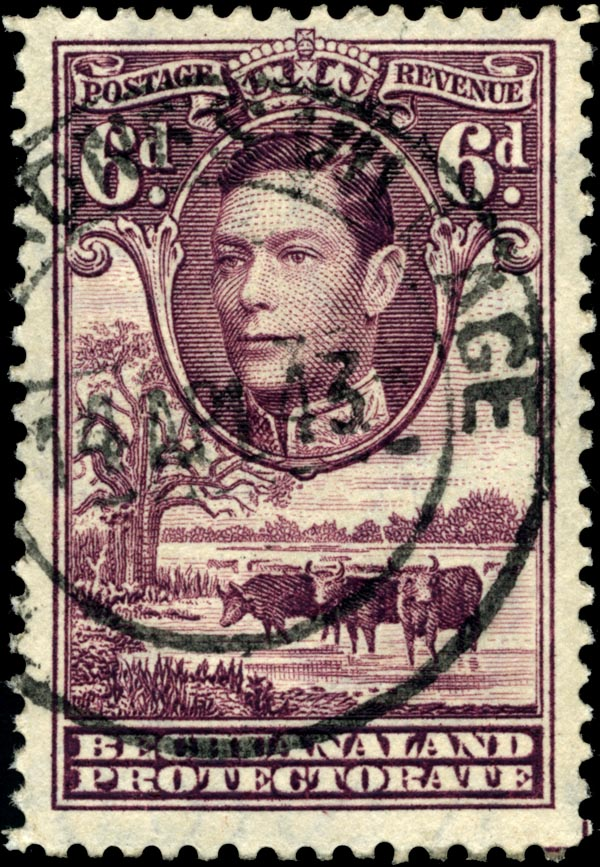
Un timbre-poste vers 1943, le cachet de la poste indiquant « Gaborone's Village ».

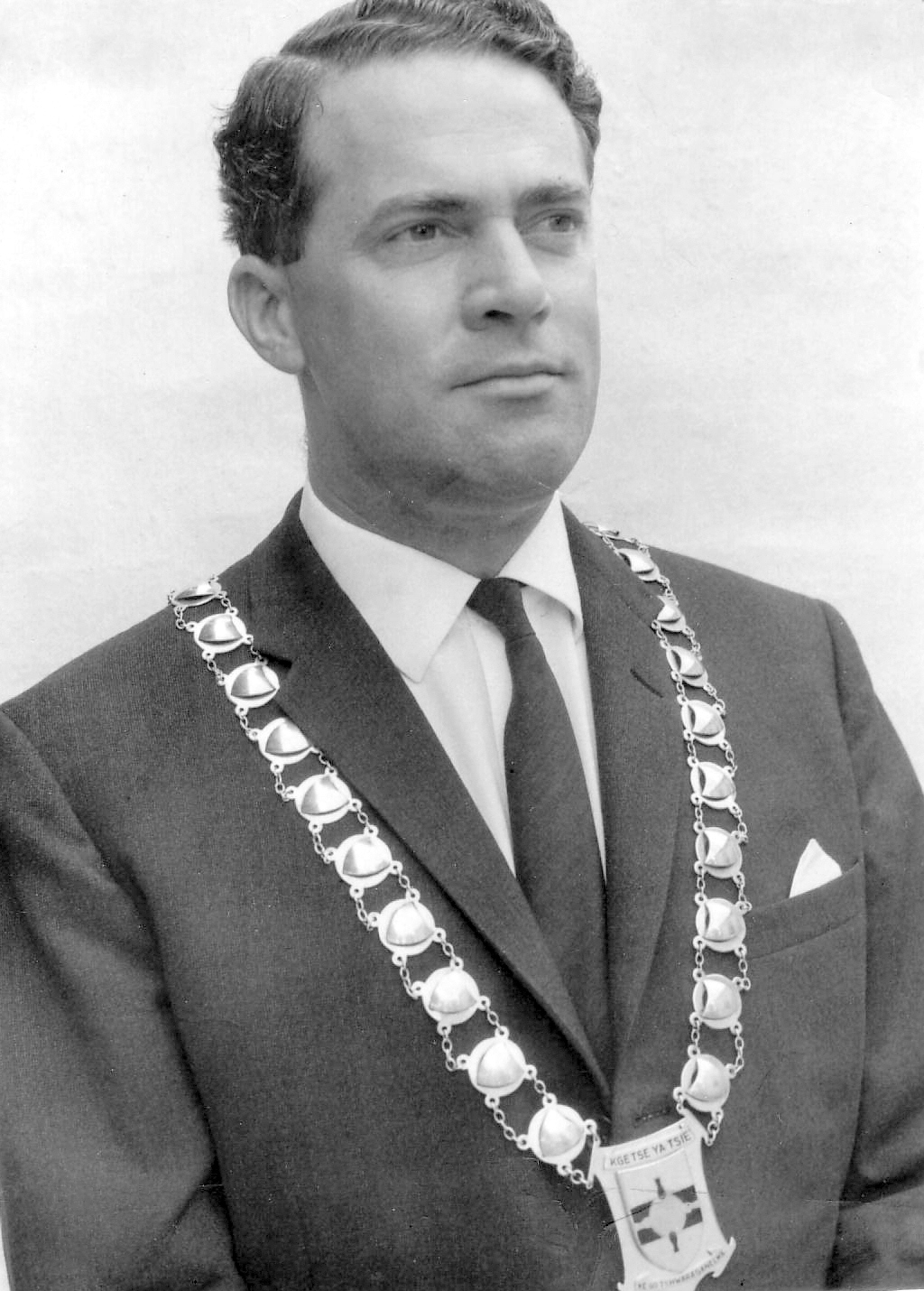
Derek Jones, le premier maire de Gaborone.

### Village
Les preuves montrent qu'il y a des habitants le long de la rivière Notwane pendant des siècles. Dans l'histoire plus récente, les Tlokwa ont quitté les chaînes de Magaliesberg pour s'installer dans la région vers 1880, et ont appelé la colonie Moshaweng.
En 1885, le gouvernement britannique du Bechuanaland décide de superviser les activités de la population blanche arrivant du sud et s'installant dans le protectorat afin de créer des concessions (minerais, fermes, commerce, etc.). Une bande de terre avait été cédée par les chefs tswanas pour la construction d'une ligne de chemin de fer et de télégraphe entre Mafeking et Motloutse. Le colonel Frederick Carrington fut chargé de trouver un site afin de construire un fort aux alentours de Kolobeng. Il choisit un croisement de routes à l'ouest de la rivière Ngotwane connu sous le nom de Lokgolobotlo, faisant face à la capitale des Tlokwa, Moshaweng.
En 1890, un fort de terre est construit, très vite suivi par un poste de police, des étables et une prison. L'administration du Bechuanaland étant située à Mafeking, à l'extérieur des frontières du Bechuanaland, W. H. Surmon, assistant commissionnaire du protectorat du Bechuanaland, fut envoyé afin d'assurer une présence du pouvoir judiciaire à l'intérieur des frontières. Il s'installe sur le même site que le détachement de police ce qui marque le début de la ville de Gaborone alors nommée Gaberones ou « le Village ».

### Ville moderne
En 1961, l'assemblée législative du protectorat du Bechuanaland recommande à la Grande-Bretagne de construire une capitale à l'intérieur des frontières du Bechuanaland, à Gaberones, bien que le gouvernement britannique préfère Francistown. En 1963, la construction du barrage de Gaberones commence. La ville moderne n'est fondée qu'en 1964, après la décision d'établir une capitale pour le Botswana, qui est devenu un territoire autonome en 1965, avant de devenir une république pleinement indépendante le 30 septembre 1966.
En 1965, la capitale du protectorat du Bechuanaland est passée de Mafeking à Gaberones. Lorsque le Botswana obtient son indépendance, Lobatse est le premier choix en tant que capitale nationale. Cependant, Lobatse est jugé trop limité, et à la place, une nouvelle capitale serait créée à côté de Gaberones. La ville est choisie en raison de sa proximité avec une source d'eau douce, sa proximité avec le chemin de fer vers Pretoria, son emplacement central parmi les tribus centrales et son manque d'association avec les tribus environnantes.
La ville est planifiée selon les principes de la cité-jardin avec de nombreuses allées piétonnes et des espaces ouverts. La construction de Gaborone a commencé à la mi-1964. Lors de la construction de la ville, le président de la Gaberones Township Authority, Geoffrey Cornish, a comparé l'aménagement de la ville à un "verre à cognac" avec les bureaux du gouvernement à la base du verre et les commerces dans le "centre commercial", une bande de terre s'étendant de la base.
La majeure partie de la première ville est construite en trois ans, en tant que petite ville conçue pour accueillir 20 000 personnes - pour se développer plus tard après l'indépendance en une ville moderne. Les bâtiments du début de Gaborone comprennent des bâtiments d'assemblage, des bureaux gouvernementaux, une centrale électrique, un hôpital, des écoles, une station de radio, un central téléphonique, des postes de police, un bureau de poste et plus de 1 000 maisons. Parce que la ville est construite si rapidement, il y a un afflux massif de travailleurs qui ont construit des colonies illégales dans la zone de développement industriel sud de la nouvelle ville. Ces colonies sont nommées Naledi. Ce dernier terme signifie littéralement "l'étoile", mais pourrait aussi signifier "à ciel ouvert" ou "une communauté qui se démarque de toutes les autres". En 1971, en raison de la croissance des colonies illégales, le conseil municipal de Gaborone et le ministère de l'Administration locale et des Terres ont inspecté une zone appelée Bontleng, qui contiendrait des logements à faible revenu. Cependant, Naledi a continué de croître et la demande de logements est plus forte que jamais. En 1973, la Botswana Housing Corporation (BHC) a construit un "New Naledi" en face du "Old Naledi". Les résidents d'Old Naledi seraient déplacés vers New Naledi. Cependant, la demande de logements augmente encore; de plus, les résidents qui ont déménagé à New Naledi n'aimaient pas les maisons. Le problème est résolu en 1975 lorsque Sir Seretse Khama, le président du Botswana, dote Naledi d'une zone industrielle à une zone d'habitation à faible revenu.
Le 30 septembre 1966, le Bechuanaland est devenu la onzième dépendance britannique en Afrique à devenir indépendante. Le premier maire de Gaborone est le révérend Derek Jones. Les anciens Gaberones sont devenus une banlieue du nouveau Gaborone et sont maintenant connus sous le nom de "le Village".
Au milieu des années 1980, l'Afrique du Sud attaque le Botswana et mène des raids sur Gaborone et d'autres villes frontalières. Le raid sur Gaborone fait douze morts.
Après les élections générales de 1994, des émeutes ont éclaté à Gaborone en raison du taux de chômage élevé et d'autres problèmes.
Aujourd'hui, Gaborone se développe très rapidement. En 1964, Gaborone ne comptait que 3 855 citoyens ; sept ans plus tard, la ville comptait près de 18 000 habitants. La ville prévoit initialement 20 000 habitants, mais en 1992, la ville comptait 138 000 habitants. Cela a conduit à de nombreux établissements de squatters sur des terres non développées. L'ancienne maire Veronica Lesole a déclaré que les problèmes de développement de Gaborone sont causés par les urbanistes d'origine.

## Étymologie
Le nom Gaborone vient du nom du chef des Batlokwa dont la capitale était Moshaweng (« lieu où le sable de la rivière a été lavé »), aujourd'hui Tlokweng (« lieu des Batlokwa »), qui se situe à l'est de la rivière Ngotwane, en face du Village. Gaborone était alors connu comme le village du chef Gaborone. Chef Gaborone est mort en 1932 à l'âge estimé de 106 ans.
Le mot "Gaborone" signifie littéralement "ça ne va pas mal" ou "ce n'est pas inconvenant". La ville est alors appelée "Gaberones" par les premiers colonisateurs européens. Gaberones, un raccourcissement de "Gaborone's Village", est nommé d'après le chef Gaborone des Tlokwa, dont le village natal (maintenant appelé Tlokweng) est de l'autre côté de la rivière depuis le camp du gouvernement, le nom du siège du gouvernement colonial. Le surnom, "GC", vient du nom "Government Camp". En 1890, Cecil John Rhodes choisit Gaberones pour abriter un fort colonial. Le fort est l'endroit où Rhodes planifie le raid Jameson. La ville a changé son nom de Gaberones à Gaborone en 1969.
Au XXIe siècle, Gaborone est appelée « la ville blanche » (White city) et est surnommée « Gabz ».

## Géographie

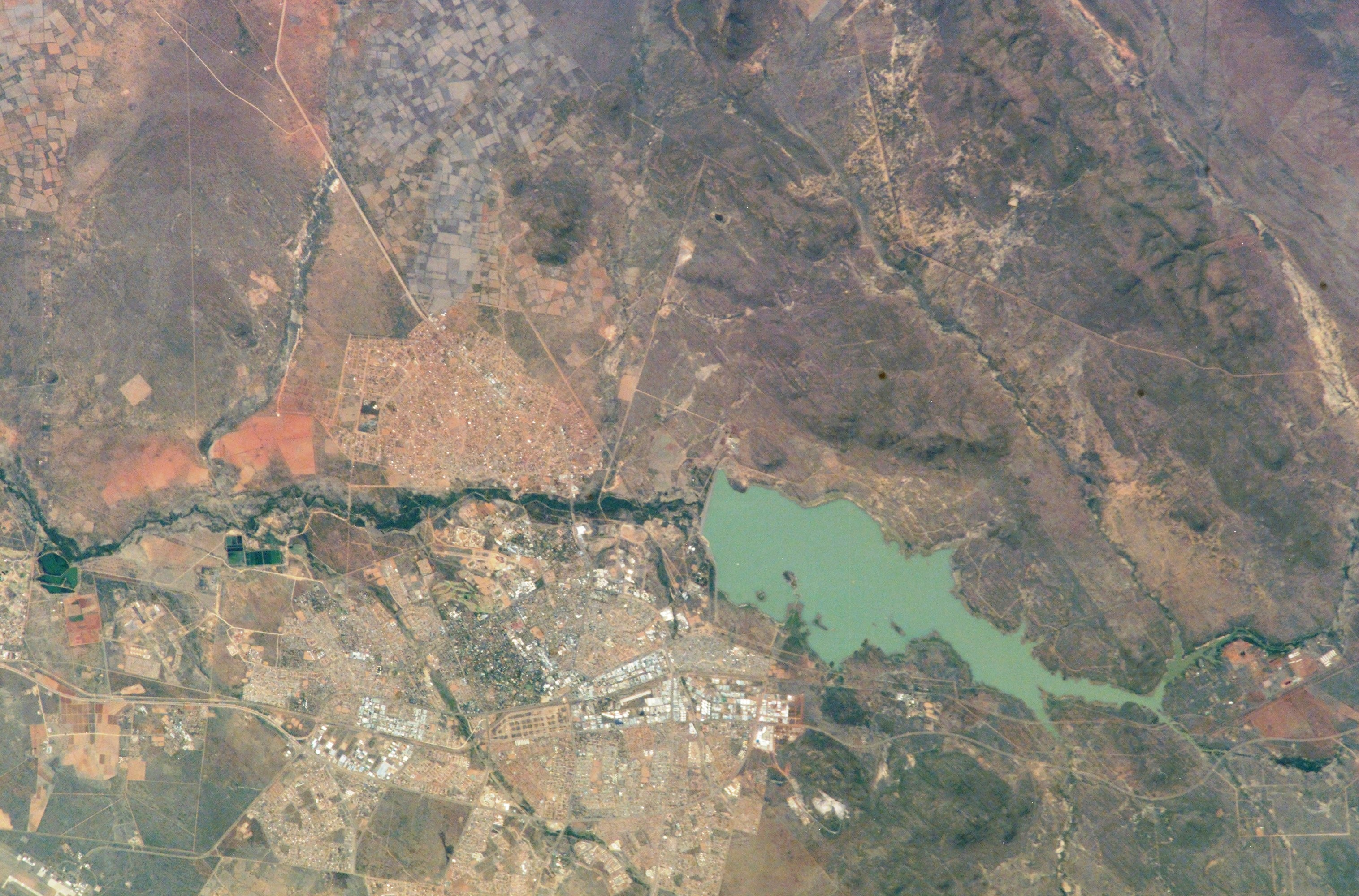
Vue satellite de Gaborone. Le nord est à gauche de l'image.

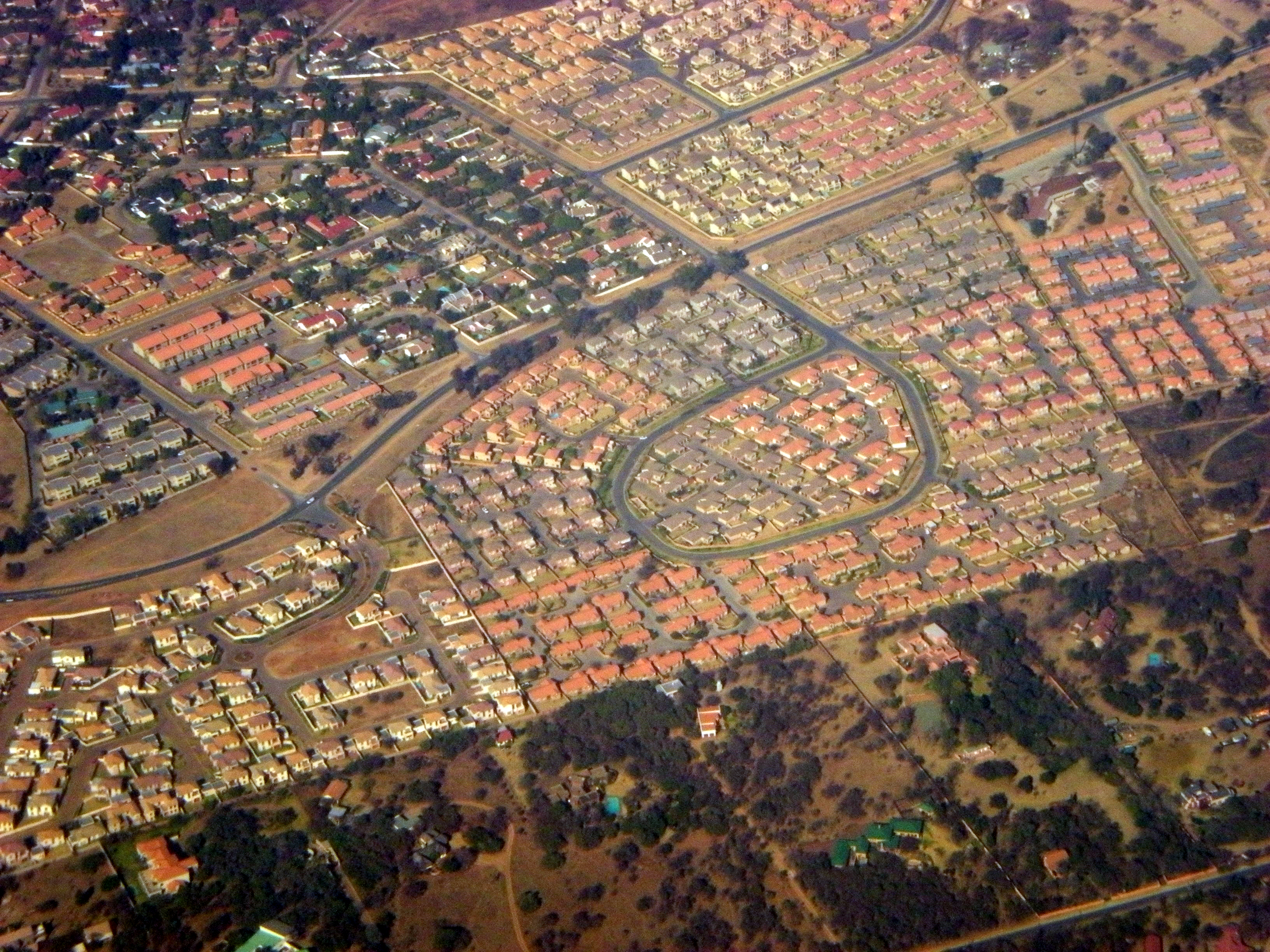
Antenne Gaborone.

Gaborone est situé entre les monts Kgale et Oodi, sur la rivière Notwane dans le coin sud-est du Botswana, et à 15 kilomètres de la frontière sud-africaine. La ville se trouve à une altitude de 1 010 mètres au-dessus du niveau de la mer. Gaborone est entourée des villes suivantes : Ramotswa au sud-est, Mogoditshane au nord-ouest, Mochudi à l'est et Tlokweng de l'autre côté de la rivière. La plupart d'entre elles sont des villes de banlieue pour Gaborone. Phakalane, une banlieue aisée, se trouve à environ 13 km au nord du centre-ville.
Au centre de la ville se trouve le Main Mall qui abrite de nombreuses missions diplomatiques. À l'extrémité est du centre commercial, on trouve le centre civique ainsi que l'arc de Pula qui commémore l'indépendance du Botswana. La bourse du Botswana, le musée national et la galerie d'art, ainsi que le campus principal de l'université du Botswana se trouvent également à proximité du centre commercial principal. À l'ouest du centre commercial principal se trouve l'enclave du gouvernement. Cette zone contient les bâtiments gouvernementaux tels que les bâtiments de l'Assemblée nationale du Botswana et de Ntlo ya Dikgosi. Le bâtiment des Archives nationales se trouve également ici.

### Climat
Gaborone a un climat semi-aride chaud (classification climatique de Köppen BSh). La majeure partie de l'année, Gaborone est très ensoleillée. Les étés sont généralement chauds. Les nuits sont fraîches. Habituellement, les étés avec peu de précipitations sont plus chauds que les étés avec des précipitations régulières. En cas de sécheresse, les températures les plus chaudes de l'année sont généralement en janvier ou février. S'il pleut normalement, les températures les plus chaudes sont généralement en octobre, juste avant le début de la pluie. Pendant l'hiver, les journées sont encore chaudes et les nuits sont froides.
Il y a en moyenne soixante-quatorze jours par an avec des températures supérieures à 32 °C. Il y a en moyenne 196 jours par an avec des températures supérieures à 26 °C. Il y a en moyenne cinquante et un jours par an avec des températures inférieures 7 °C. Il y a en moyenne un jour par an avec des températures inférieures à 0 °C. Le point de rosée moyen culmine vers janvier et février à 16 °C et atteint les niveaux les plus bas en juillet à 2 °C. Le point de rosée moyen d'une année donnée est 10 °C. La température record jamais enregistrée à Gaborone est de 43.9 °C. La température la plus basse enregistrée à Gaborone est de -6.5 °C.
Les précipitations à Gaborone sont rares et irrégulières. La plupart des précipitations à Gaborone tombent pendant les mois d'été, entre octobre et avril. Il y a en moyenne quarante jours d'orages par an, la plupart se produisant pendant les mois d'été, et quatre jours de brouillard, se produisant généralement pendant les mois d'hiver. Gaborone est touchée par trois inondations basées sur des enregistrements remontant à 1995, une en 2000, une en 2001 qui a causé des dégâts estimés à 5 000 000 pula du Botswana et une en 2006.
L'humidité la plus élevée se produit en juin à 90% tandis que l'humidité la plus basse est en septembre à 28%.
L'irradiance solaire varie de 4,1 kWh m -2 d −1 en juin à 7,3 kWh m -2 d −1 en décembre.
Il y a plus de vent de septembre à novembre à 14 km/h, et il est plus calme de mai à août à 8 km/h. La vitesse moyenne du vent au cours d'une année donnée est 12 km/h.

## Démographie
La population, basée sur le recensement de 2022, est de 246 325 habitants. Il y a 118 727 hommes et 127 598 femmes dans la ville. Il y a 58 476 ménages à Gaborone. En 2001, la taille moyenne des ménages est de 3,11 personnes. La ville de Gaborone abrite plus de 10% de la population du Botswana,. Près de la moitié des citoyens du Botswana vivent à moins de 100 km de Gaborone.
Le taux de croissance démographique de Gaborone est de 3,4%, le plus élevé du pays. C'est probablement parce que la ville a une infrastructure plus développée, ce qui la rend plus vivable. Gaborone est l'une des villes à la croissance la plus rapide au monde. Une grande partie de la croissance est basée sur la migration nette en provenance du reste du Botswana.
Depuis 1964, l'évolution démographique de Gaborone a été :
| 1964  | 1971   | 1981   | 1991    | 2001    |
| ----- | ------ | ------ | ------- | ------- |
| 3 855 | 17 718 | 59 657 | 133 468 | 186 007 |

| 2006    | 2011    | 2022    | - | - |
| ------- | ------- | ------- | - | - |
| 191 776 | 231 626 | 246 325 | - | - |

| Histogramme de l'évolution démographique de Gaborone |         |
| \| 1964 \| 3 855 \| \| 1971 \| 17 718 \| \| 1981 \| 59 657 \| \| 1991 \| 133 468 \| \| 2001 \| 186 007 \| \| 2006 \| 191 776 \| \| 2011 \| 231 626 \| \| 2022 \| 246 325 \| |         |
| 1964 | 3 855   |
| 1971 | 17 718  |
| 1981 | 59 657  |
| 1991 | 133 468 |
| 2001 | 186 007 |
| 2006 | 191 776 |
| 2011 | 231 626 |
| 2022 | 246 325 |

Le sexe-ratio de Gaborone est de 96,3, ce qui signifie qu'il y a 963 hommes pour 1 000 femmes. La plupart des mariages au Botswana sont enregistrés à Gaborone ; environ 15% de tous les mariages au Botswana sont enregistrés à Gaborone en 2007. En moyenne, il y a 3,3 personnes par ménage à Gaborone. C'est un nombre faible par rapport au reste du Botswana.

## Lieux de culte

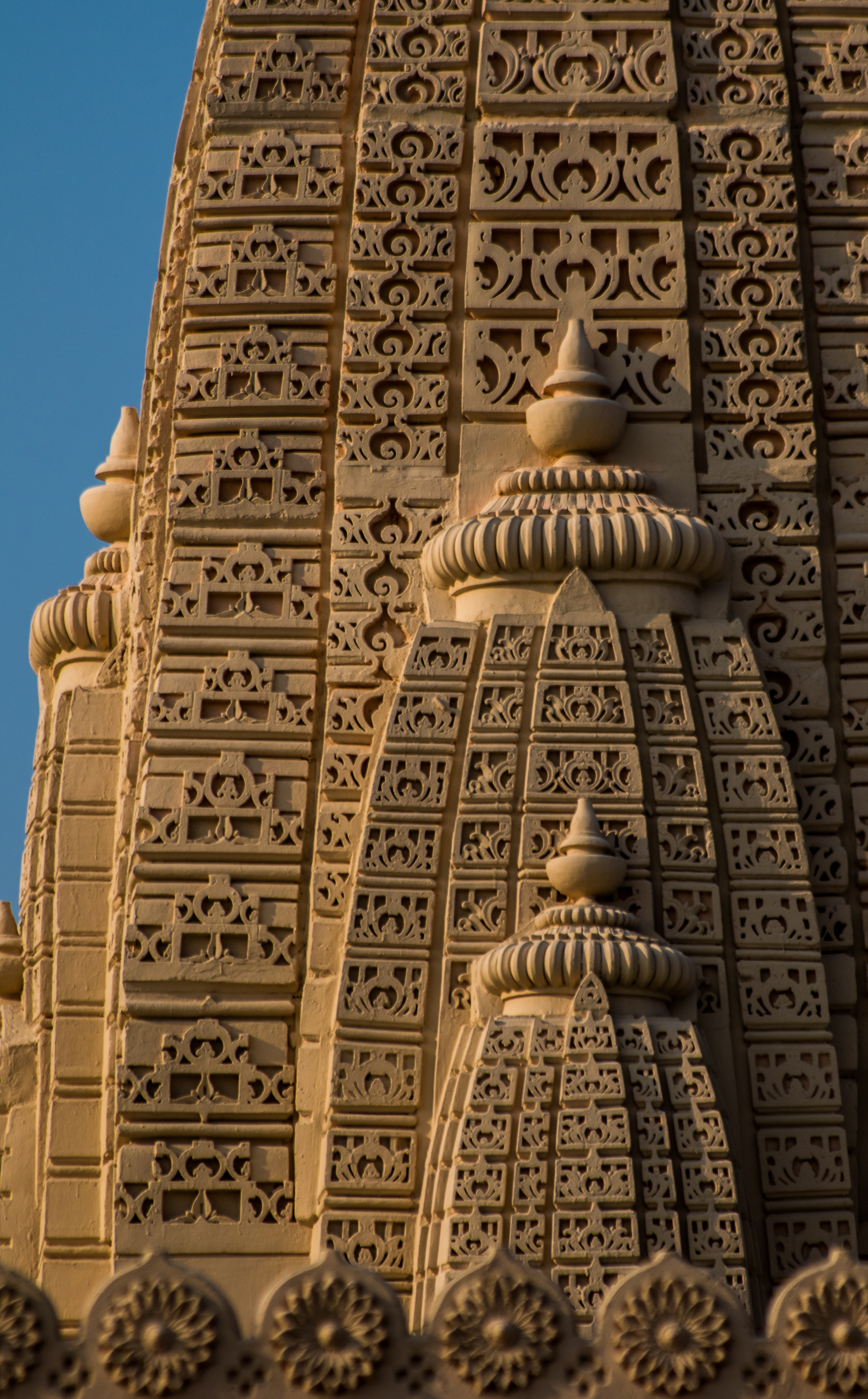
Temple hindou de Gaborone.

Parmi les lieux de culte, les églises chrétiennes et les temples prédominent. Il s'agit notamment des lieux de culte affiliés à l'Église évangélique luthérienne du Botswana (Fédération luthérienne mondiale), aux Assemblées de Dieu, à l'Église pentecôtiste internationale de la sainteté, à l'ambassade du Christ, au diocèse catholique romain de Gaborone (Église catholique). Accompagnant une importante communauté de Serbes de souche dans la ville, il existe également deux églises orthodoxes serbes à Gaborone; l'église Saint-Nicolas et l'église Saint-Sava.

## Culture
Le National Museum and Art Gallery est situé juste au nord-ouest du centre commercial le long de Independence Road. Le musée ouvre ses portes en 1968. Il contient de nombreuses choses, de l'artisanat traditionnel aux œuvres d'art d'artistes locaux. Le musée abrite des peintures originales de Thomas Baines et Lucas Sithole. Les expositions incluent des artistes au Botswana, un concours d'art pour enfants et Thapong International. À l'extérieur du musée, il existe diverses formes de transport telles que des chariots, des traîneaux et des bakkies (camionnettes). Il y a aussi une exposition sur les San, les premiers habitants de l'Afrique australe. Le musée ouvre un jardin botanique 3,6 ha  appelé Jardin botanique national le 2 novembre 2007. Le jardin est construit pour protéger la vie végétale indigène du Botswana, et 90% de ses espèces végétales totales sont des plantes indigènes du Botswana.
L'introduction du ministère des sports et de la culture de la jeunesse contribue énormément à la croissance des arts et de la culture, avec peu d'éléments de la culture utilisés pour créer un gagne-pain pour les jeunes, le ministère achète les ornements et les artefacts conçus localement. la culture représentée n'est pas seulement un mode de vie mais une expérience partagée qui améliore la vie des individus. avec différents artisans, les habitants de Gaborone ont réussi à subvenir à leurs besoins, que ce soit dans le sport ou les arts du spectacle.
Le festival Maitisong est lancé en 1987 et se tient chaque année pendant sept jours, soit la dernière semaine de mars, soit la première semaine d'avril. Le festival organise des concerts, des pièces de théâtre et des films en plein air dans divers lieux de la ville.
"My African Dream" est un concours d'arts du spectacle des années 2000 qui se tenait chaque année au Gaborone International Convention Center. Le spectacle mettait en vedette de nombreux danseurs et musiciens kwaito.
La série de livres Les Enquêtes de Mma Ramotswe, écrite par l'auteur écossais Alexander McCall Smith, se déroule à Gaborone. Les livres suivent Precious Ramotswe, la première femme détective privée au Botswana, et les mystères qu'elle résout. La série Detective Kubu, de Michael Stanley (co-scénaristes sud-africains Michael Sears et Stanley Trollip), met en vedette le surintendant adjoint David 'Kubu'Bengu du département des enquêtes criminelles du service de police du Botswana.

## Économie
Gaborone est le centre de l'économie nationale. Le siège d'importantes institutions financières telles que la Banque du Botswana, la Banque Gaborone, BancABC et la Bourse du Botswana est situé au centre, ainsi que le siège d'Air Botswana, Consumer Watchdog, Botswana Telecommunications Corporation et Debswana, l'exploitation conjointe de diamants. coentreprise entre la De Beers et le gouvernement du Botswana. La Communauté de développement de l'Afrique australe (SADC) a son siège à Gaborone ; l'organisation est créée en 1980 pour accroître la coopération économique entre ses membres et réduire la dépendance vis-à-vis de l'Afrique du Sud.
Plusieurs entreprises internationales sont implantées dans la ville : Hyundai, SABMiller, Daewoo, Volvo et Siemens.
Orapa House, propriété de Debswana, est l'endroit où les diamants extraits de Debswana sont triés et évalués. Orapa House est situé à l'intersection de Khama Crescent et de Nelson Mandela Drive. Il a un style d'architecture unique qui permet à la quantité optimale de lumière indirecte de briller à travers les fenêtres afin de trier avec précision les diamants. Un parc technologique du diamant est récemment ouvert[Quand ?], cela fait partie de la vision du gouvernement du Botswana pour l'établissement d'une industrie du diamant en aval.[réf. nécessaire] Les compagnies s'occupant des diamants ont établi leurs opérations locales dans le parc. La Conférence sur les ressources du Botswana se tient chaque année au Centre international de conférences de Gaborone.
Le taux de chômage à Gaborone est de 11,7% depuis 2008. 19,7% de la population de Gaborone est employée dans le secteur financier.
Selon l'enquête mondiale sur le coût de la vie 2011 de Mercer, Gaborone a le 195e coût de la vie le plus élevé pour les expatriés dans le monde, contre 203e en 2010. Gaborone se situe entre Chennai, Inde et Quito, Equateur. Gaborone est la quatrième ville la moins chère pour les expatriés en Afrique, devant Addis-Abeba, en Éthiopie, à la 211e place, Kampala, en Ouganda, à la 202e et Windhoek, en Namibie, à la 198e.

## Des sports
Il existe plusieurs stades de football situés dans et autour de Gaborone. Il s'agit notamment du stade SSKB, du stade Mochudi et du stade national du Botswana. Il existe également plusieurs équipes de football représentant Gaborone, qui comprennent, entre autres, Botswana Defence Force XI, Gaborone United, Police XI, Township Rollers et Uniao Flamengo Santos FC, qui est basé à proximité de Gabane ; tous ont joué dans la Premier League du Botswana. L'équipe nationale de football du Botswana joue dans le stade national, mais ne s'est jamais qualifiée pour la Coupe du monde de football, même si elle s'est récemment qualifiée pour la Coupe d'Afrique des nations, qui s'est tenue au Gabon en janvier 2012.
L'Association de cricket du Botswana, l'organe directeur du cricket au Botswana, a son siège à Gaborone. Il y a deux ovales où le cricket est joué dans la ville.
Le Steinmetz Gaborone Marathon, le deuxième marathon du Botswana, a lieu pour la première fois le 18 avril 2010. L'itinéraire a commencé au Phakalane Golf Estate à Phakalane, au nord de la ville, et traverse Gaborone, en passant devant le bâtiment de l'Assemblée nationale. Le marathon, qui est annulé en 2011, a lieu chaque année à partir de 2012.

## Parcs et loisirs
Le barrage de Gaborone est situé au sud de Gaborone le long de la route Gaborone-Lobatse et fournit de l'eau à Gaborone et Lobatse. Le barrage est le deuxième plus grand du Botswana, capable de contenir 141 400 000 m³. Il commence également à être commercialisé en tant que zone de loisirs. L'extrémité nord du réservoir est prévue pour devenir un lieu de divertissement appelé The Waterfront. Il y a un yacht club, appelé Gaborone Yacht Club, également sur la rive nord du lac. L'extrémité sud abrite le Kalahari Fishing Club et une nouvelle installation publique appelée City Scapes. City Scapes contient des parcs, des terrains de jeux et des installations de navigation de plaisance. Le barrage est populaire auprès des ornithologues, des véliplanchistes et des pêcheurs à la ligne. Cependant, il n'y a pas de baignade en raison de la présence de crocodiles et de bilharziose parasites.

### Faune

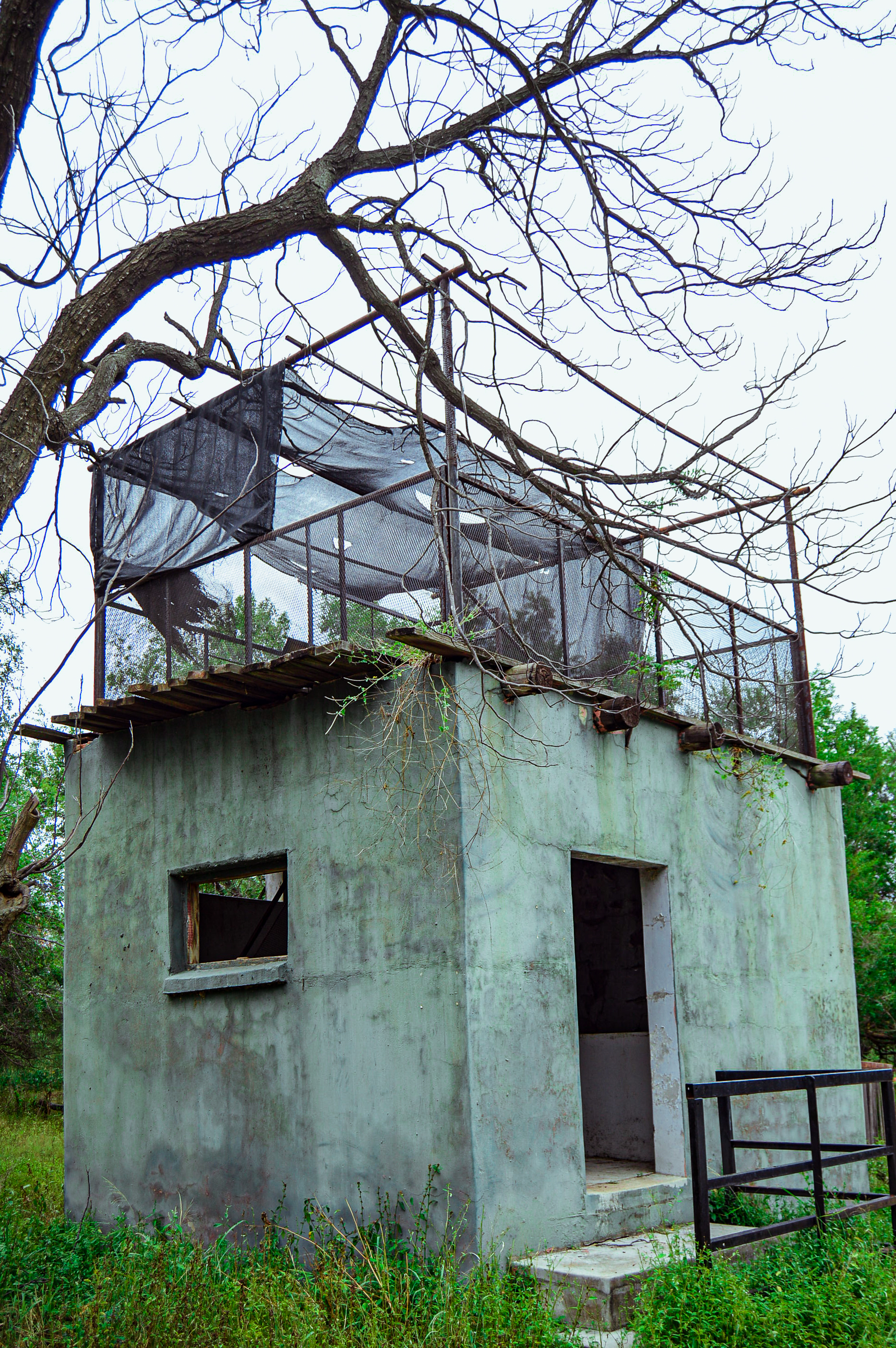
Tour d'observation dans la réserve de gibier de Gaborone.

La réserve de gibier de Gaborone est un parc 600 ha à l'est de la ville sur Limpopo Drive. La réserve est construite en 1988 et est aujourd'hui la troisième plus fréquentée du Botswana. Des exemples d'animaux dans le parc sont l'impala, le koudou, les autruches, les gnous, les zèbres, le gemsbok, le guib harnaché, le springbok, le céphalophe, l'éland commun et les phacochères communs. Le parc est une destination pour l'observation des oiseaux. Les oiseaux de la partie marécageuse du parc comprennent des aigles serpents, des boubous, des gallinules, des martins-pêcheurs et des calaos.

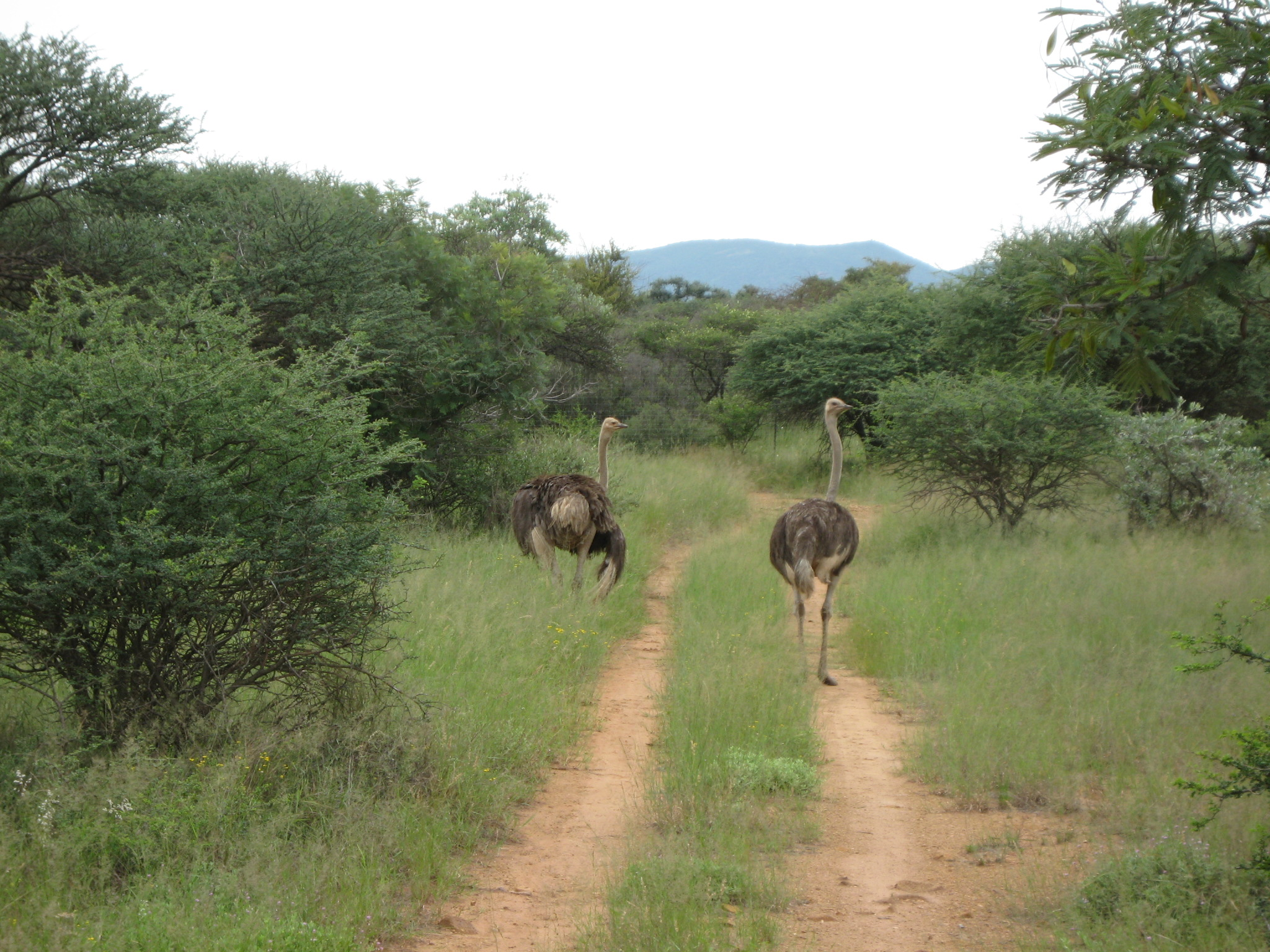
Autruches dans la réserve naturelle de Mokolodi, Botswana.

Mont Kgale est situé à quelques centaines de mètres de la ville. La colline est surnommée le Géant Dormant et mesure 1287 m. Il y a trois chemins différents pour atteindre le sommet, prenant généralement deux heures.
La réserve naturelle de Mokolodi s'étend sur 30 km² réserve créée en 1994. Il est situé 12 km² au sud de Gaborone. Il existe de nombreuses espèces différentes d'animaux trouvés dans le parc tels que les phacochères, les steenbok, les koudous, les zèbres, les girafes, les élans communs, les autruches, les hippopotames et les rhinocéros. Le parc contribue à des projets sur la faune au Botswana, notamment : la réintroduction du rhinocéros blanc et la relocalisation des guépards « problématiques ». Mokolodi détient également le centre d'éducation, qui enseigne aux enfants les projets de conservation.
Somarelang Tikologo est une ONG environnementale composée de membres et hébergée dans un parc écologique au cœur de Gaborone. L'objectif de l'organisation est de promouvoir une protection durable de l'environnement en éduquant, démontrant et encourageant les meilleures pratiques en matière de planification environnementale, de conservation des ressources et de gestion des déchets au Botswana. Le parc est officiellement inauguré par le ministre botswanais de l'Environnement, de la Faune et du Tourisme, Onkokame kitso Mokaila, le 27 février 2009. Le parc contient une aire de jeux sur laquelle les enfants peuvent jouer tout au long de la journée, un jardin biologique communautaire, un centre de dépôt de recyclage et une boutique où les visiteurs peuvent acheter des produits fabriqués à partir de matériaux recyclés.

## Gouvernement

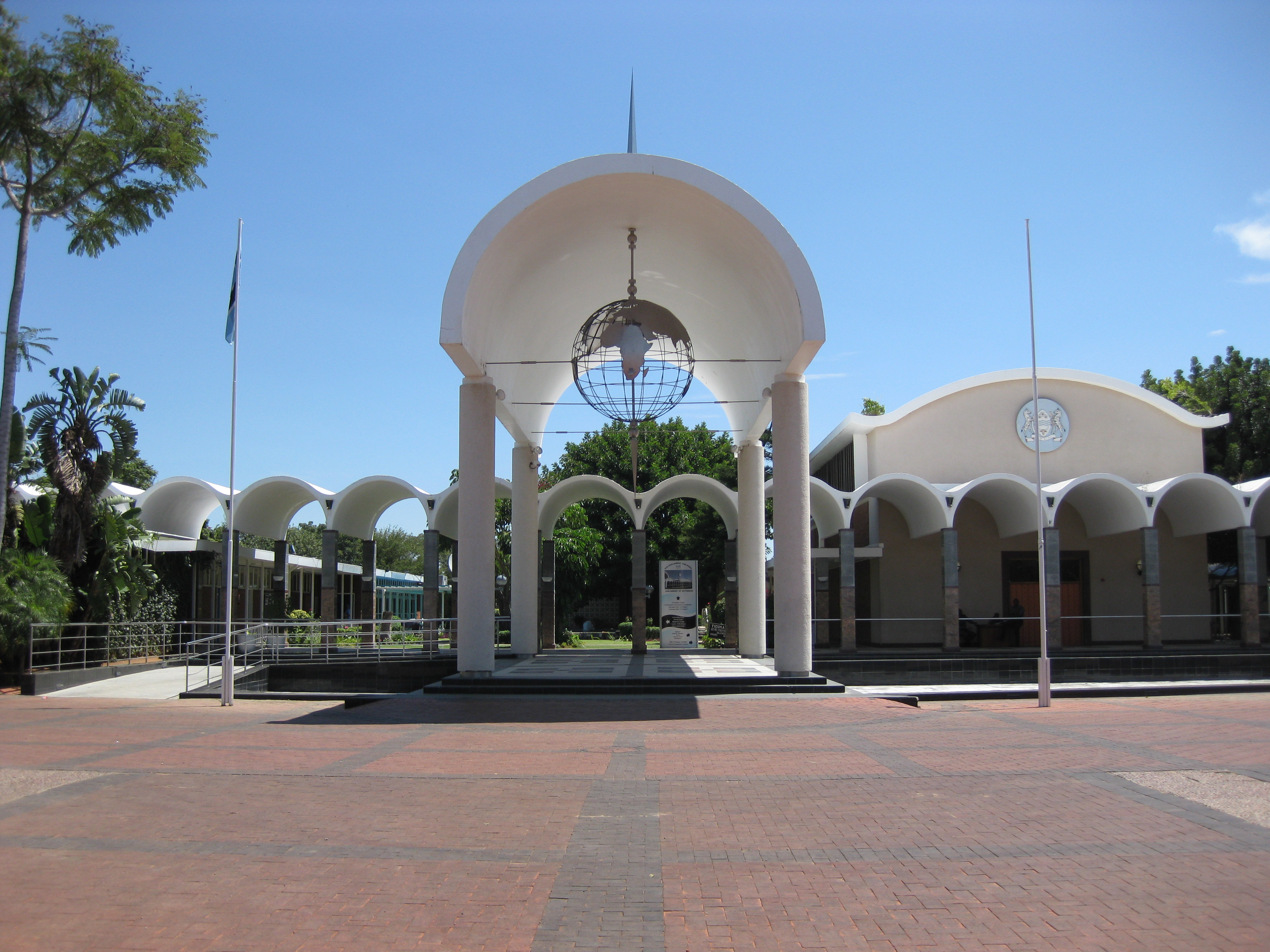
L'Assemblée nationale du Botswana.

### Gouvernement local
Gaborone est contrôlée par le conseil municipal de Gaborone, le conseil le plus riche du Botswana. Il est composé de 35 conseillers représentant les quartiers de Gaborone. La loi sur les cantons définit la structure des gouvernements locaux au Botswana. Parce que le Botswana est un État unitaire, le pouvoir des conseils locaux est délégué au niveau national. Le ministère des Collectivités locales, des Terres et du Logement exerce une influence majeure en termes de recrutement et de formation du personnel, de budgétisation et de planification du développement.
Le conseil de style commission municipale est dirigé par le greffier de la ville et le greffier adjoint de la ville. La ville est gouvernée par le maire, l'adjoint au maire et plusieurs commissions dirigées par des conseillers : la commission des finances et des affaires générales ; la commission de la santé publique, de l'action sociale et du logement ; le comité de gestion de la Self Help Housing Agency (SHAA) ; le comité d'urbanisme ; le comité des licences commerciales; et le comité d'éducation. Les conseillers élisent le maire selon un système uninominal à un tour et se placent dans les commissions chaque année. Le conseil compte 2 515 employés.
Un impôt sur le revenu appelé impôt sur le gouvernement local est autrefois la principale source de revenus du conseil municipal, mais il est aboli. Aujourd'hui, le conseil municipal tire l'essentiel de ses revenus des taxes foncières. Les élus municipaux estiment qu'en raison d'obligations récurrentes, ils ont peu de marge pour mettre en place de nouvelles solutions.
Le conseil municipal est critiqué par l'Association des autorités locales du Botswana pour ses élections fermées et son autorité minimale. En 2010, le conseil a des problèmes avec la gestion des déchets : Frenic, la société de gestion des déchets engagée par la ville, poursuit le conseil municipal de Gaborone pour indemnisation impayée. Cela a conduit à une accumulation de déchets non collectés. Haskins Nkaigwa, maire de Gaborone depuis 2011, souligne l'importance d'une plus grande autonomie locale. Il plaide pour un conseil municipal plus fort avec le pouvoir de déterminer les budgets et d'embaucher et de licencier des commis et des officiers.

### Gouvernement national
Gaborone est le centre politique du Botswana. La plupart des bâtiments gouvernementaux sont situés à l'ouest du centre commercial principal dans une zone appelée l'enclave gouvernementale. L'Assemblée nationale du Botswana, le Ntlo ya Dikgosi, les Archives nationales, le Département des impôts et le bâtiment des chambres du procureur général et le ministère de la Santé. Près de l'entrée du bâtiment du parlement, il y a une statue de Sir Seretse Khama, le premier président du Botswana ainsi qu'un mémorial dédié aux trois cents Batswana qui sont tués de 1939 à 1945. Un autre monument rend hommage aux soldats des Forces de défense du Botswana qui sont morts pendant la guerre de Rhodesian Bush.
Avant 1982, Gaborone détenait une circonscription parlementaire, un siège au Parlement du Botswana. De 1982 à 1993, Gaborone est divisée en deux circonscriptions, Gaborone Nord et Gaborone Sud. Un troisième siège au Parlement est attribué à un député élu pour toute la ville de Gaborone. En janvier 1993, deux nouvelles circonscriptions sont créées : Gaborone West et Gaborone Central. Pour les élections locales, les quatre circonscriptions sont divisées en quartiers. Gaborone North en a sept, Gaborone West en a sept. Gaborone Central en a six et Gaborone South en a cinq. En 2019, la ville comptait cinq circonscriptions: Gaborone North, Gaborone Central, Gaborone South, Gaborone West North et Gaborone West South.
Une International Law Enforcement Academy (ILEA) est créée le 24 juillet 2000 à Gaborone. L'académie assurerait la formation des cadres intermédiaires des pays de la Communauté de développement de l'Afrique australe (SADC).
Il y a 21 missions diplomatiques à Gaborone.

## Éducation

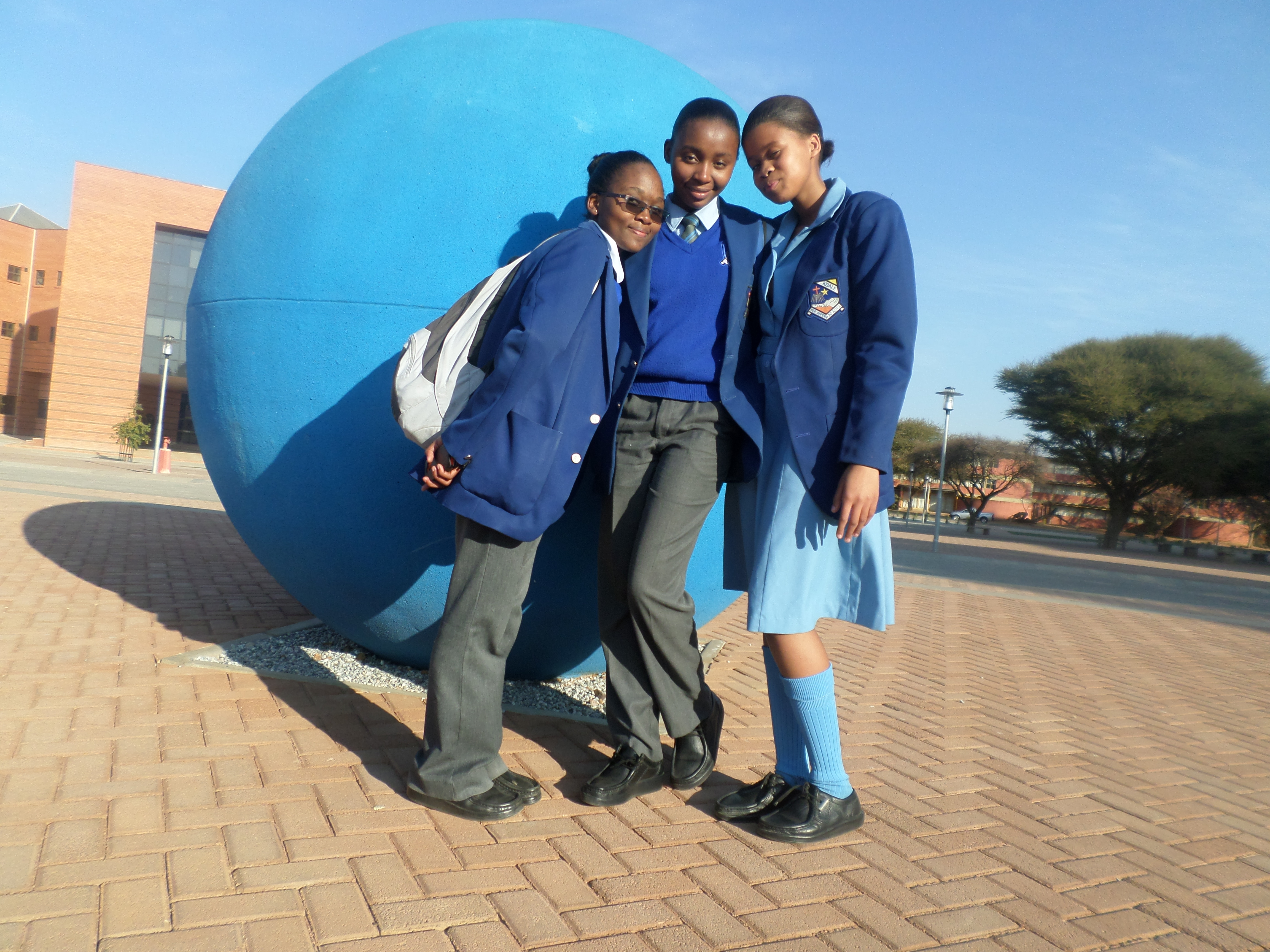
Élèves du collège Saint-Joseph.

Il y a plus de personnes qui ont obtenu un diplôme ou des diplômes de troisième cycle à Gaborone que partout ailleurs au Botswana. 70,9% de la population de Gaborone ont obtenu au moins une éducation de niveau secondaire  2,6% de la population de Gaborone n'a jamais fréquenté l'école.
Gaborone compte de nombreuses écoles primaires et secondaires, publiques et privées. Ceux-ci incluent Westwood International School, Maru-a-Pula School, St. Joseph's College, Kgale, Legae Academy, Northside Primary School, Thornhill Primary School et Hillcrest International School. Dix-sept des soixante écoles privées du Botswana sont situées à Gaborone.
Le campus principal de l'Université du Botswana (qui est créé en 1982)  se trouve à l'est de la ville.
En outre, il existe d'autres universités ou établissements d'enseignement supérieur qui proposent des études et un enseignement spécialisés: Limkokwing University Of Creative Technology (qui possède également un campus à Gaborone); le Botswana Accountancy College (qui accueille à la fois des étudiants en comptabilité et en informatique) ; l'Université ouverte du Botswana (offrant un enseignement à distance) ; Collège technique de Gaborone ; Collège Boitekanelo; Université Botho (qui propose des cours allant de l'informatique, de la comptabilité et de la finance, des affaires, de l'ingénierie et de la gestion de l'information sur la santé) ; et l'Université d'agriculture et des ressources naturelles du Botswana, située à environ 15 km du centre-ville.
De plus, en 2006, le Gaborone Universal College of Law ouvre son campus principal à Gaborone, avec son premier groupe d'étudiants diplômés en 2010.

## Médias
Les journaux publiés à Gaborone incluent Mmegi, The Botswana Gazette, The Monitor, Midweek Sun, The Patriot on Sunday, Sunday Standard et The Voice. Les magazines publiés sont Lapologa, Peolwane, Kutwlano entre autres.
La station de radio Yarona FM diffuse depuis Gaborone ; sa fréquence à Gaborone est de 106,6 FM. Une autre petite station de radio locale à Gaborone est Gabz FM, Duma FM et Yarona FM. 86,6% des ménages de Gaborone possèdent une radio en état de marche.
Avant 2000, les habitants de Gaborone recevaient la programmation télévisée de BOP TV à Mahikeng via un émetteur répétiteur au sommet de Mont Kgale. Aujourd'hui, la Gaborone Broadcasting Company et Botswana TV fournissent des programmes télévisés pour Gaborone. 78,7% des ménages de Gaborone ont une télévision en état de marche. Les autres chaînes locales basées à Gaborone sont Now TV, Khuduga HD, Access TV et Maru TV.
93,7% des ménages de Gaborone ont un téléphone portable.

## Infrastructure
Gaborone est l'une des villes à la croissance la plus rapide d'Afrique. La croissance de Gaborone, en particulier la croissance des banlieues, entraîne l'absorption d'une grande partie des terres agricoles entourant la ville dans la ville. Une grande partie de la nourriture de Gaborone provient du nord de la ville avec quelques petites fermes à l'extrémité sud. Le centre-ville est conçu pour être fonctionnaliste, avec des bâtiments majeurs conçus et construits dans le style de l'architecture moderne. La ville est entourée de bâtiments plus petits. Le quartier central des affaires (CBD) de la ville est encore en construction, donc quand on dit centre-ville, cela signifie en fait les zones du centre commercial principal et de l'enclave gouvernementale où se trouvent généralement de grands immeubles,. Le centre commercial principal, une zone commerciale et commerciale sans voiture, s'étend dans une direction est-ouest avec l'enclave gouvernementale et l'Assemblée nationale à l'extrémité ouest et le complexe du conseil municipal de Gaborone à l'est.
Le CBD de Gaborone abrite le nouveau Square Mall, The Tower, le nouveau siège de la SADC, le tribunal du travail, un tribunal spécialement chargé de régler les différends commerciaux, et le monument des Trois Dikgosi, un point de repère avec les statues de Khama III., Sebele I et Bathoen I, trois dikgosi, ou chefs, qui se sont rendus en Grande-Bretagne pour établir le protectorat du Bechuanaland séparé de la Rhodésie du Sud (Zimbabwe actuel) ou de la colonie du Cap (Afrique du Sud actuelle). Le monument est inauguré le 29 septembre 2005. Alors que les statues représentent des personnages historiques célèbres, il y a une certaine controverse sur le coût de la construction, P12 000 000 (env. 1,7 M $ US, 1,4 M € ou 1,1 M £ en juin 2010), et sur la société de construction nord-coréenne Mansudae Overseas Projects, en mettant la mauvaise date d'inscription. D'autres bâtiments en construction dans le CBD comprennent le Holiday Inn Gaborone, des espaces de vente au détail et des bureaux.

### Utilitaires
La ville tire la majeure partie de son eau du réservoir formé par le barrage de Gaborone sur le côté sud-est de la ville, ce qui a facilité la croissance. La ville de Gaborone est construite à l'origine comme une petite ville, de sorte que le barrage de Gaborone devait être construit pour fournir de l'eau à tous ses citoyens.
De 2007 à 2008, 23 963 000 m³ d'eau est vendue à Gaborone. Le secteur public achète le plus d'eau, 11 359 000 m³. 8 564 000m³ d'eau est achetée pour un usage domestique, et 4 040 000m³ d'eau est achetée par les secteurs commerciaux et industriels. En 2008, la ville de Gaborone a consommé 25 657 363 m³ d'eau, et la consommation d'eau par habitant est 0,184 m³ par personne et par an, le taux le plus bas depuis 1999.
Gaborone a des tarifs d'eau parmi les plus élevés du pays en raison des coûts de transport élevés et de la forte consommation d'eau. Les tarifs élevés peuvent également être dus au fait qu'une partie de l'approvisionnement en eau de Gaborone est importée du barrage de Letsibogo.
Le pH moyen de l'eau du barrage de Gaborone est de 7,95 en février 2006. La concentration de calcium dans le réservoir est de 14,87 milligrammes par litre d'avril 2001 à août 2006. Au cours de la même période, la concentration de carbonate de calcium (CaCO 3) est de 57,73 milligrammes par litre, légèrement au-dessus de la concentration idéale du Botswana, ce qui signifie que l'eau est dure. Également au cours de la même période, la concentration de chlorure est de 6,44 mg/l, la concentration de fluorure est de 0,54 mg/l, la concentration en potassium est de 6,72 mg/l, et la concentration en sodium est de 10,76 mg/l.

### Soins de santé
La Croix-Rouge du Botswana, créée en 1968, a son siège à Gaborone. L'hôpital Princess Marina est le principal hôpital de référence de Gaborone et abrite 500 lits. Il existe également l'hôpital privé de Gaborone et l'hôpital privé de Sidilega, tous opérant dans la ville de Gaborone. L'Association du cancer du Botswana est une organisation non gouvernementale bénévole créée en tant que fiducie en 1998. L'association est un fournisseur de services de premier plan qui complète les services existants en proposant des programmes de prévention du cancer et de promotion de la santé, en facilitant l'accès aux services de santé pour les patients atteints de cancer et en offrant un soutien et des conseils aux personnes touchées. Son siège est à Ditlhakore Way, Extension 12, Gaborone.

#### VIH/SIDA
Le SIDA est un problème très grave à Gaborone. 17 773 citoyens de Gaborone, 17,1% de la population totale de Gaborone, sont testés positifs pour le VIH. La prévalence du VIH est plus élevée chez les femmes ; 20,5% des femmes sont testées positives contre 13,6% des hommes. La population entre 45 et 49 ans est la plus susceptible d'avoir le SIDA avec 35,4% des résidents de ce groupe d'âge testés positifs.
L'éducation sur le VIH/SIDA est étendue à Gaborone. Cependant, une étude de 2008 montre que 14,5% des habitants de Gaborone âgés de 10 à 64 ans qui ont entendu parler du VIH / SIDA pensent que le VIH peut se propager par la sorcellerie, et 31,3% des habitants pensent que le VIH peut se propager par les piqûres de moustiques.

## Transport

### Les chemins de fer
Le chemin de fer qui sert l'objectif fondateur de la ville reste important, coupant la ville en deux dans une direction nord-sud. Botswana Railways exploite une ligne qui va du Cap à Harare via Bulawayo. La gare de Gaborone est située au sud du Parlement, dans le centre-ville. La ligne s'arrête dans les villes suivantes au Botswana et à proximité : Ramatlabama à la frontière sud-africaine, Lobatse, Gaborone, Palapye, Serule, Francistown, Ramokgwebana et Plumtree, Zimbabwe. La ligne est devenue une ligne réservée au fret le 1er avril 2009  mais les services passagers ont repris début 2016.

### Aéroports
L'aéroport international de Gaborone (code OACI : FBSK code IATA : GBE) se trouve à 25km  au nord de la ville et en 2018 propose des vols vers Le Cap, Johannesburg, Durban, Addis-Abeba et diverses destinations nationales. C'est le siège d'Air Botswana, la compagnie aérienne nationale du Botswana.
En 2008, l'aéroport international de Gaborone traite 15 844 mouvements d'avions, juste derrière l'aéroport de Maun (code OACI : FMBN code IATA : MUB) Le trafic aérien à Gaborone a diminué depuis 2006. Cependant, Gaborone a le plus grand trafic de passagers aériens, représentant 51,6% de tous les mouvements de passagers au Botswana. Les passagers internationaux totalisent 244 073 passagers tandis que le mouvement des passagers aériens intérieurs s'élève à 333 390 passagers. Le terminal de l'aéroport international de Gaborone est reconstruit en un terminal moderne en 2010.

### Routes

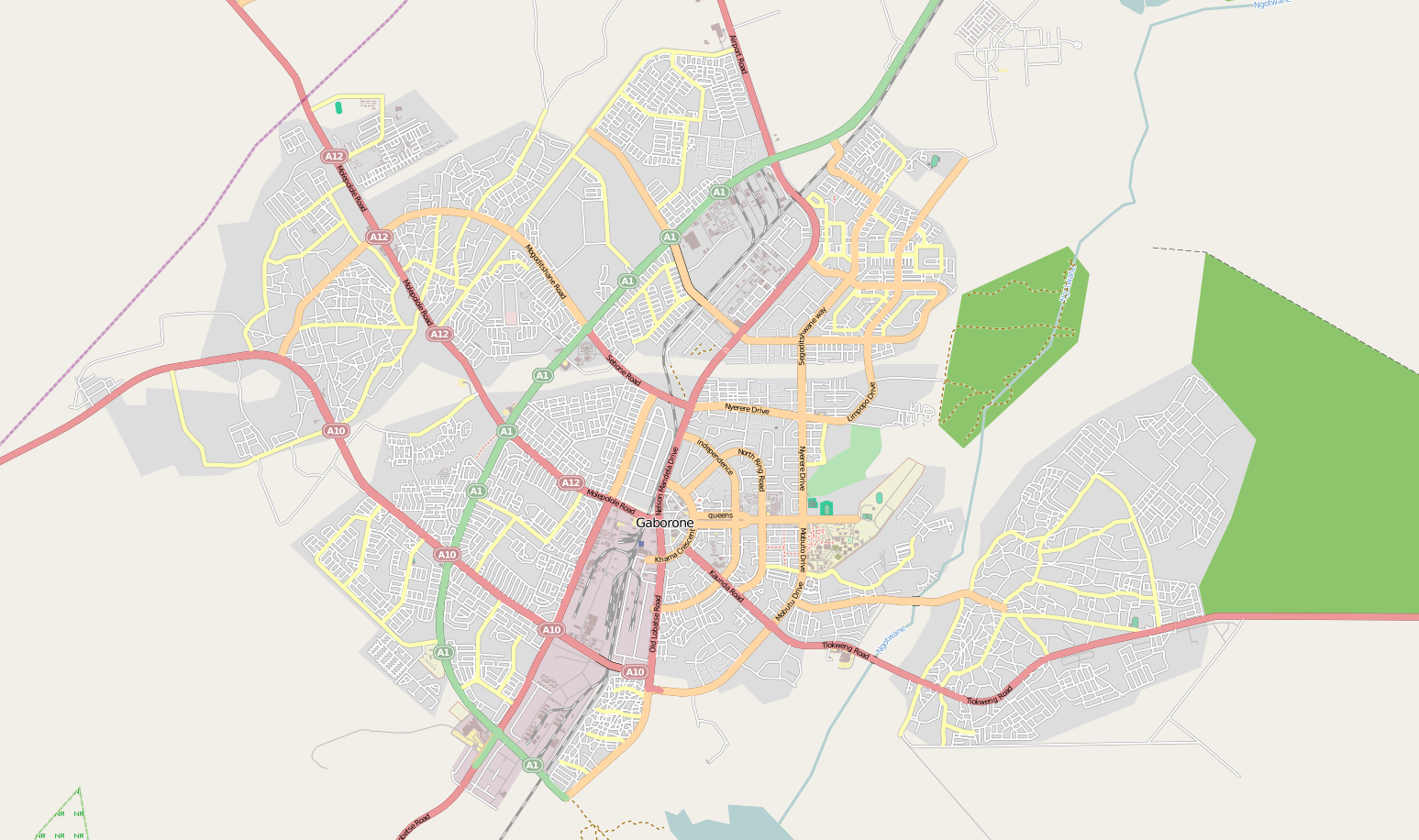
Carte routière de Gaborone.

Les autoroutes dans et autour de Gaborone comprennent l'autoroute Trans-Kalahari, l'autoroute A1, l'autoroute A10 et l'autoroute Le Caire-Le Cap. Il y a cinq routes principales à Gaborone qui vont à Lobatse, Kanye, Molepolole, Francistown via Mochudi et Tlokweng.

### Transport public

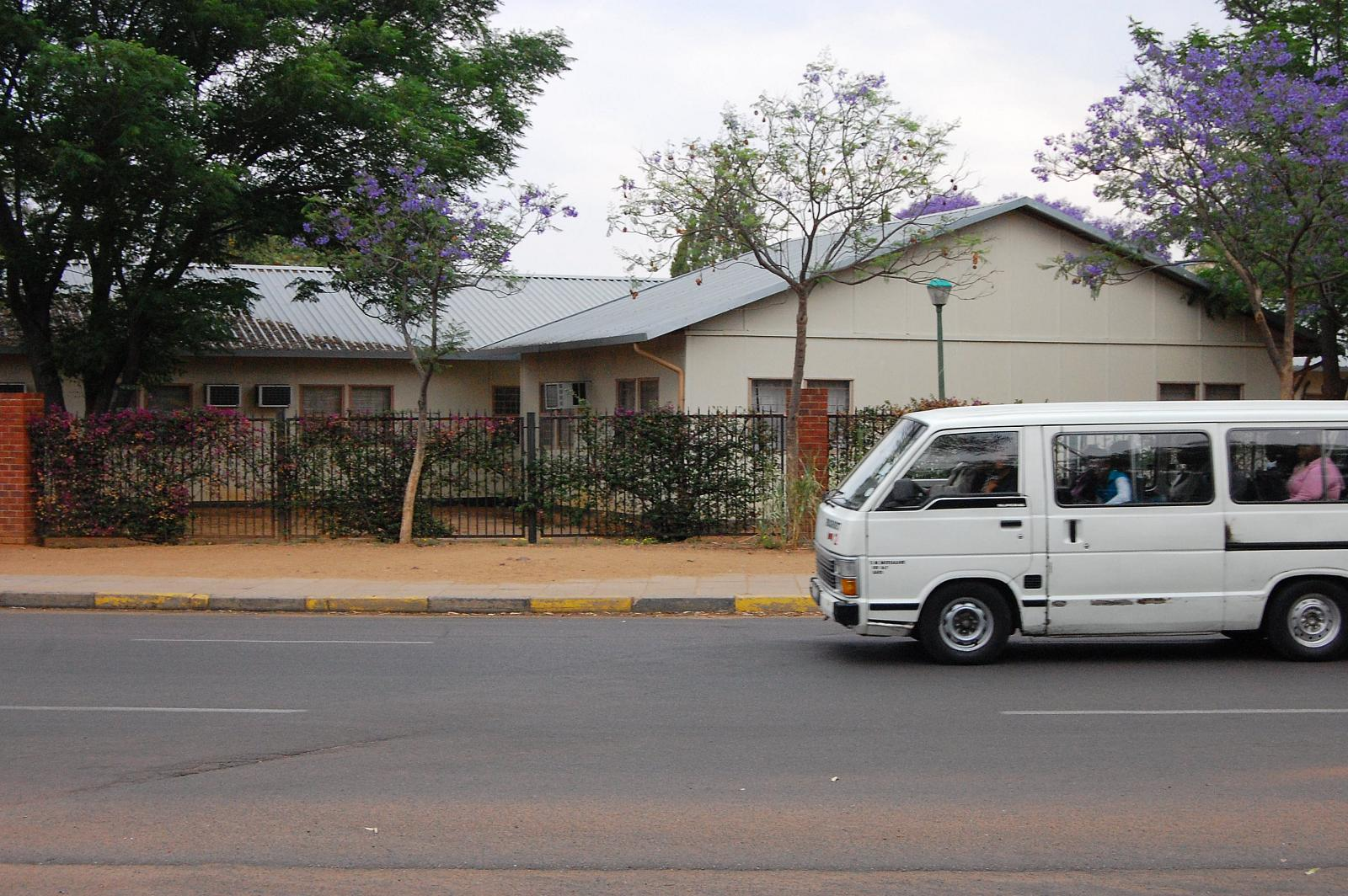
Kombi (minibus taxi).

Les transports en commun dans la ville sont généralement fiables, par rapport aux grandes villes africaines. Des kombis (petites camionnettes) et des taxis sillonnent les routes de la ville, tandis que des bus desservent les villages environnants et d'autres villes du Botswana.

### Trafic privé
Gaborone dispose de plusieurs stations d'immatriculation des véhicules. 15 538 nouveaux véhicules à moteur privés, représentant 46,5% du total des immatriculations de véhicules neufs du Botswana, sont immatriculés à Gaborone en 2008, dont 8 440 voitures particulières, 440 minibus, 204 motos et 181 tracteurs. Le total est passé de 12 690 immatriculations de véhicules neufs en 2007. Gaborone a le plus grand nombre de renouvellements d'immatriculation de véhicules à 73 206 en 2008.
Y compris le district de Gaborone West, Gaborone a 9 415 accidents de véhicules avec 74 décès humains en 2008. La plupart des collisions de la route cette année-là, soit 3 146 collisions, sont des collisions latérales. 263 accidents ont impliqué des animaux. La ville a vu 679 piétons tués en 2008 ; 24 piétons sont tués. La majorité des victimes d'accidents de véhicules impliquent des piétons, et la plupart des accidents de la circulation surviennent entre 16h00 et 18h00.

## Personnes notables
- Kgosi Gaborone (c. 1825–1931), chef Motswana, d'après qui la ville porte le nom
- Alec Campbell (1932–2012), archéologue et conservateur de musée
- Thamsanga Mnyele (1948-1985), membre du Congrès national africain et artiste
- Vernon Nkadimeng (1958-1985), membre du Congrès national africain, tué à Gaborone par la police de l'apartheid
- Boniface Tshosa Setlalekgosi (né en 1927), évêque catholique romain du diocèse de Gaborone, Botswana de 1981 à 2009
- Wally Serote (né en 1944), poète et militant anti-apartheid
- Dipsy Selolwane (né en 1978), joueur de football
- Mpule Kwelagobe (née en 1979), Miss Monde Botswana 1997, Miss Univers Botswana 1999 et Miss Univers 1999
- Alister Walker (né en 1982), joueur de squash
- Abednico Powell (né en 1983), joueur de football
- Joel Mogorosi (né en 1984), joueur de football
- Dirang Moloi (né en 1985), membre de l'équipe nationale de football du Botswana
- Donald Molosi (né en 1985), acteur, écrivain et dramaturge a fréquenté l'école Maru a Pula à l'adolescence et le Festival national des arts en Afrique du Sud
- Sumaiyah Marope (née vers 1987), Miss Botswana 2009
- Emma Wareus (née en 1990), Miss Monde Botswana 2010, première dauphine de Miss Monde 2010
- Matsieng, un groupe de musique traditionnelle setswana, formé à Gaborone en 2005

## Relations internationales
Gaborone est jumelé avec :
| Ville | Ville    | Pays | Pays       | Période                |
| ----- | -------- | ---- | ---------- | ---------------------- |
|       | Burbank  |      | États-Unis |                        |
|       | Sorong   |      | Indonésie  |                        |
|       | Västerås |      | Suède      | depuis 2012            |
|       | Windhoek |      | Namibie    | depuis le 23 août 2001 |
|       | Zhejiang |      | Chine      |                        |

## Galerie

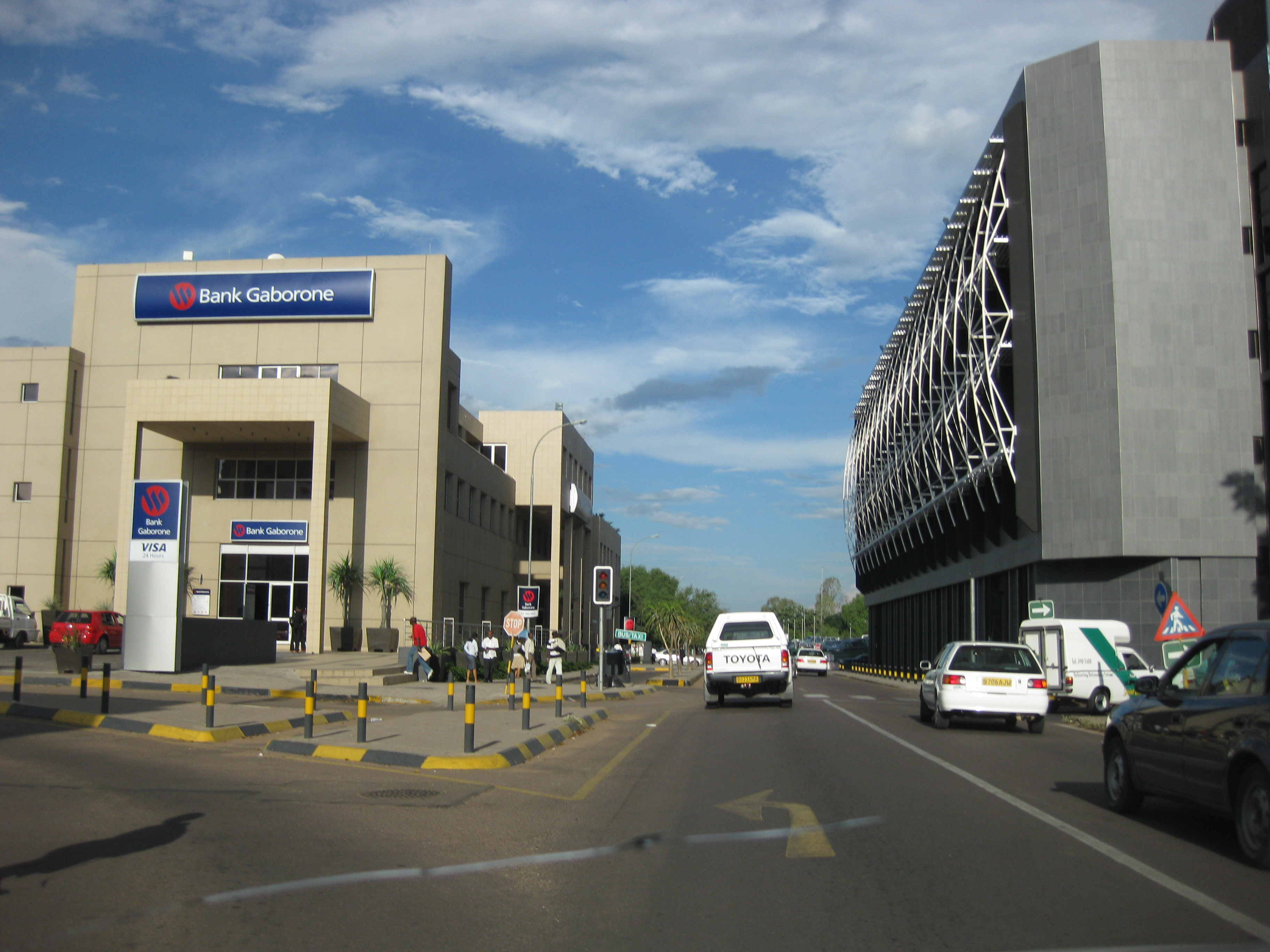
Vue de la rue proche de Main Mall.
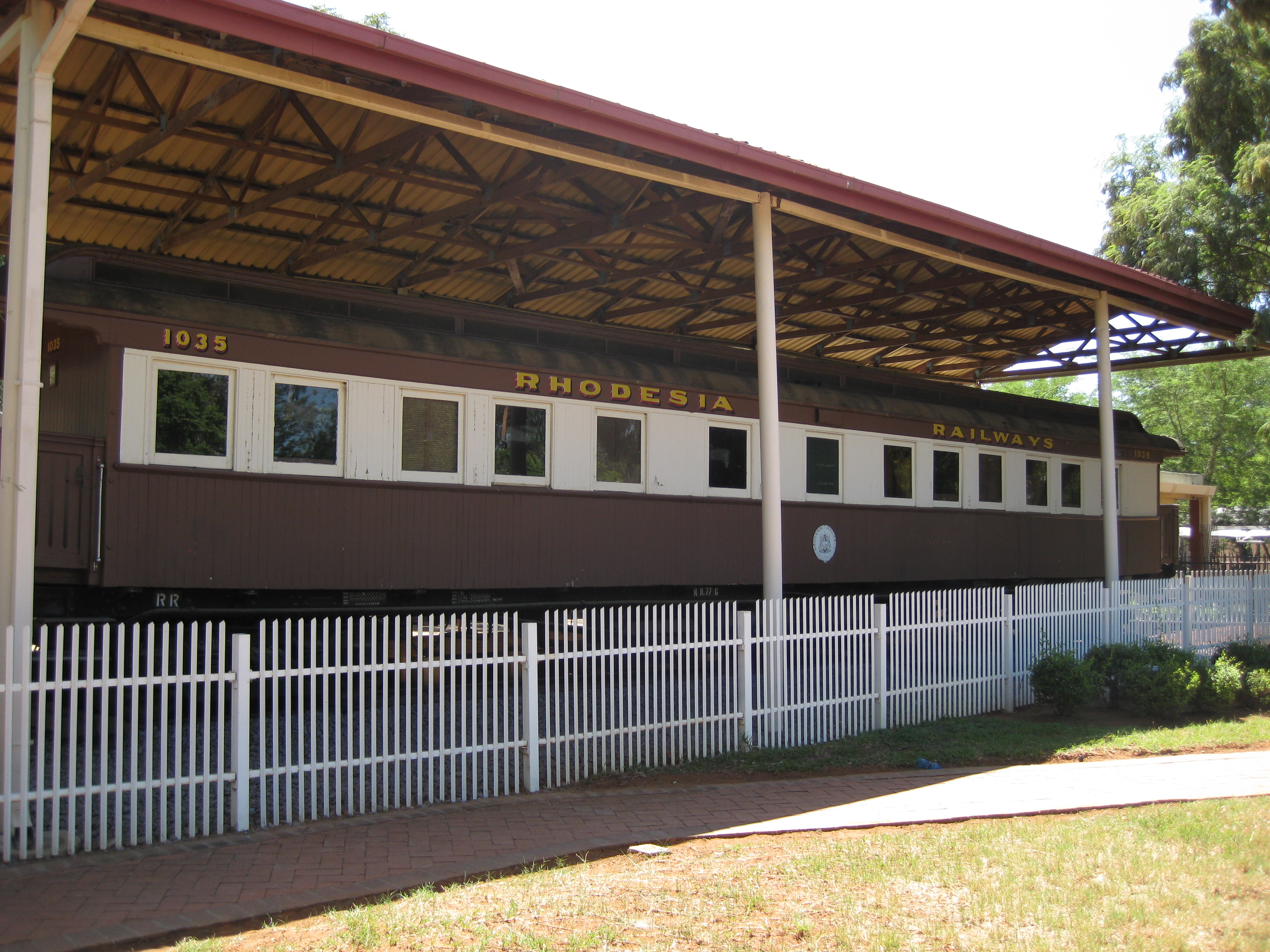
Wagon du Rhodesia Railways au musée national.
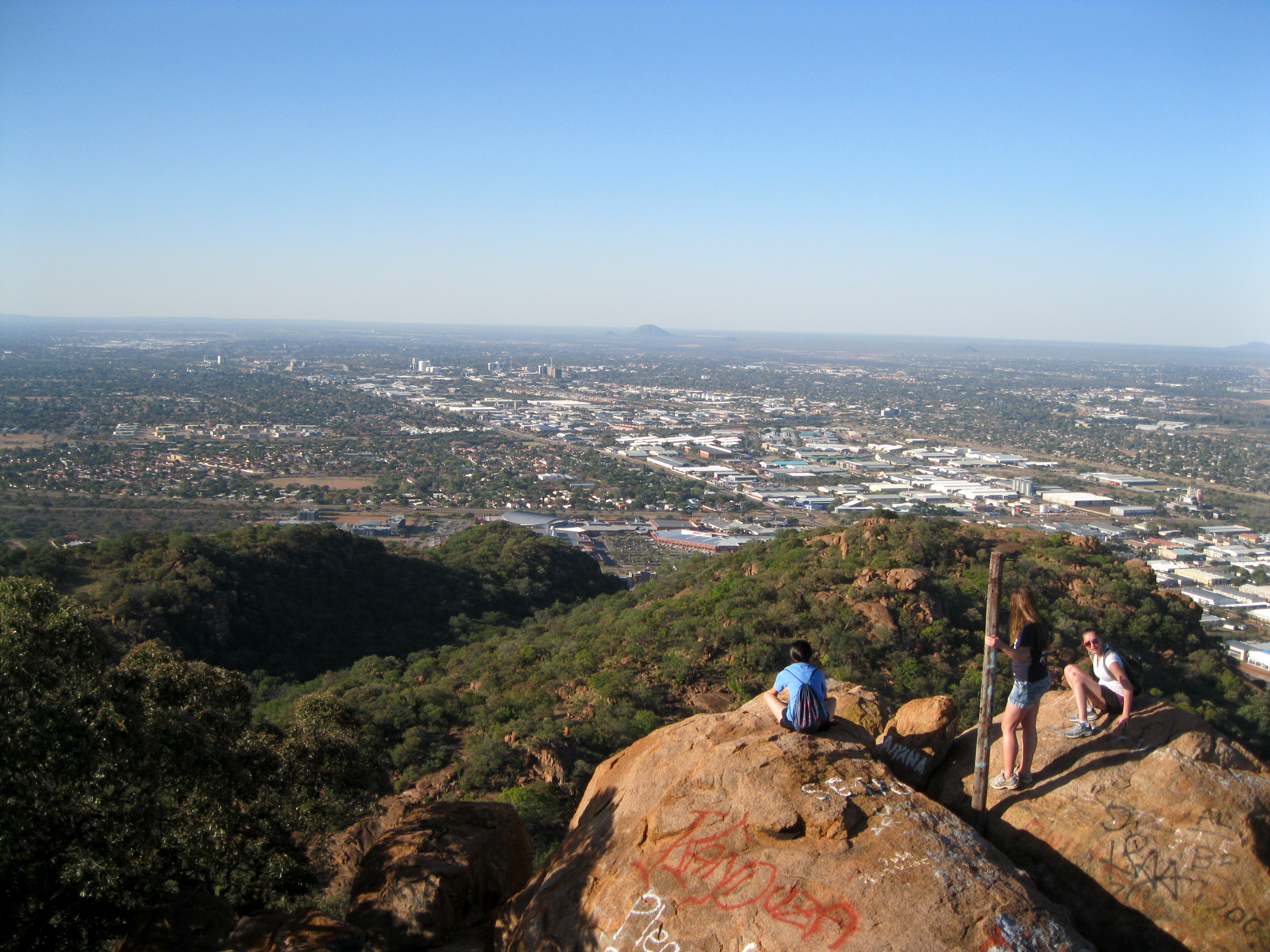
Vue depuis le mont Kgale.
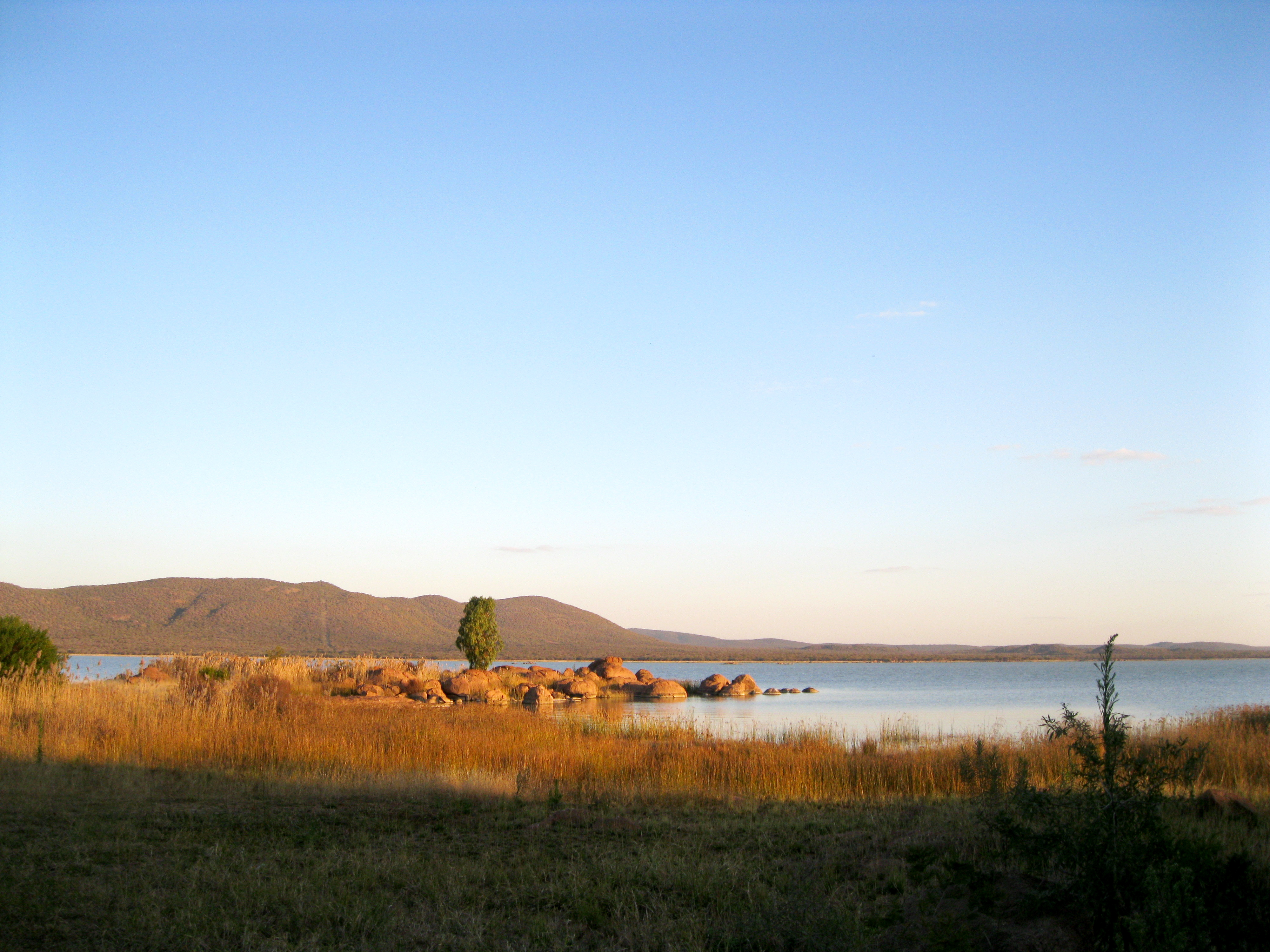
Barrage de Gaborone.
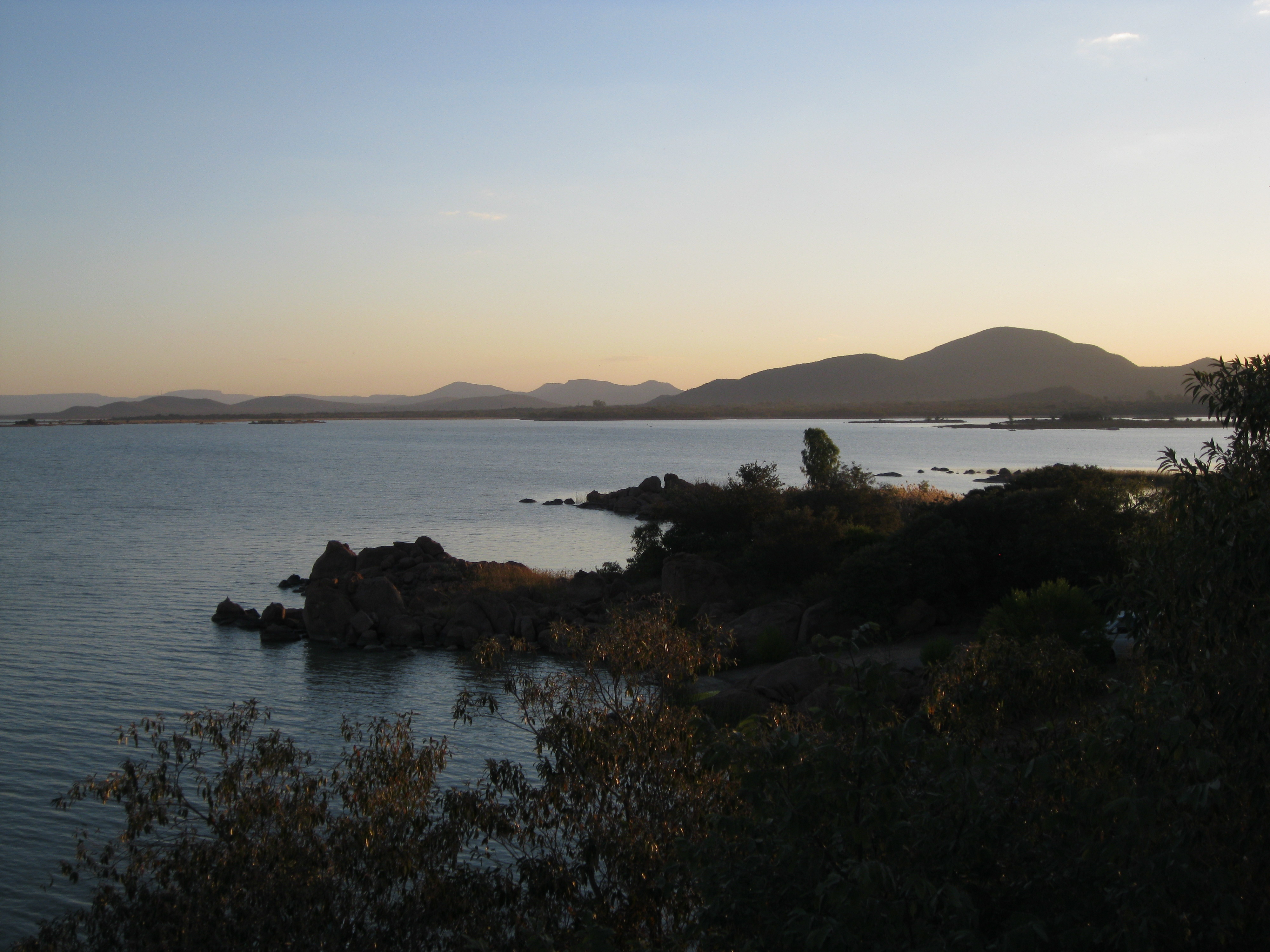
Barrage de Gaborone.
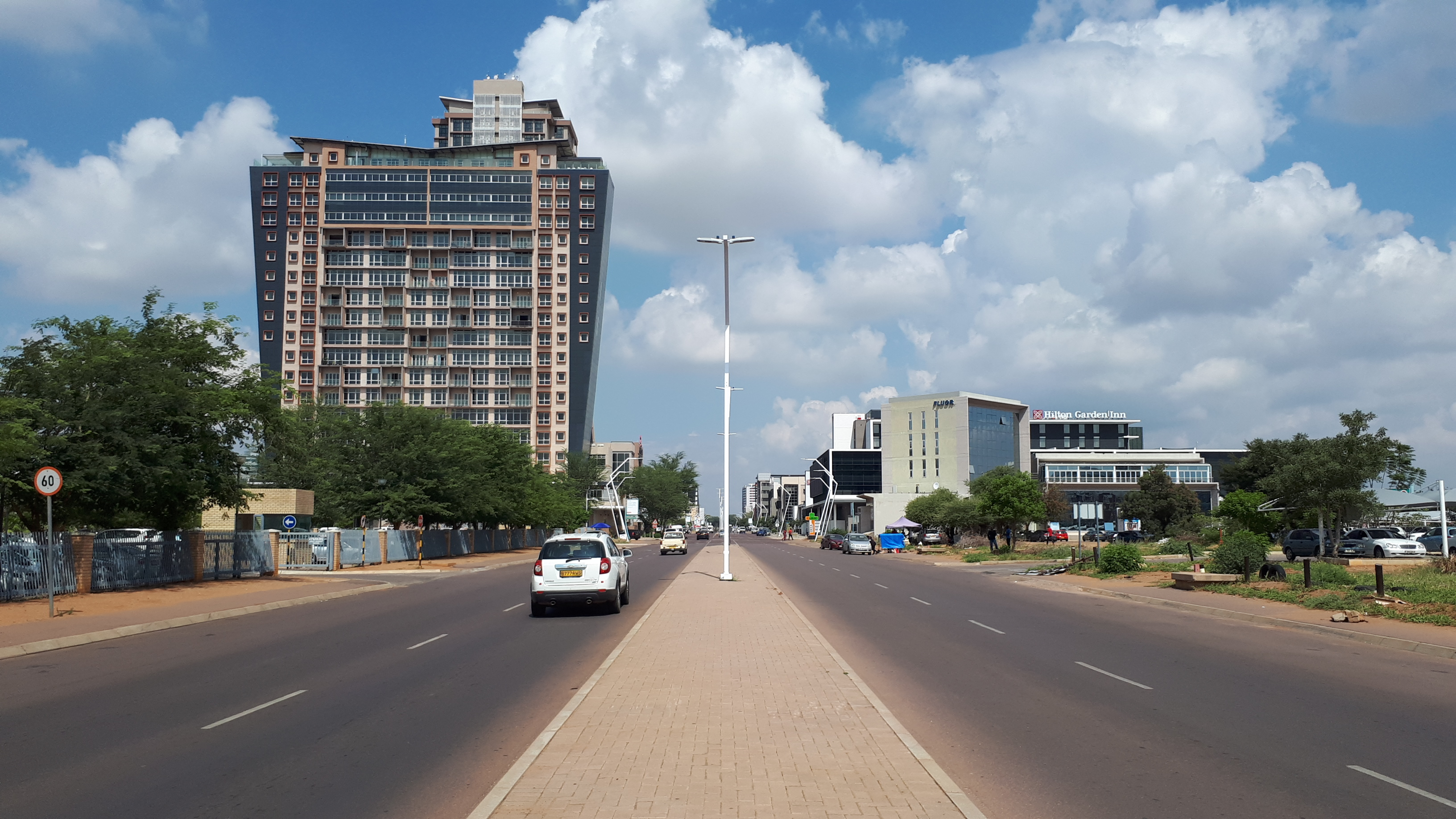
Botswana Gaborone I Towers.
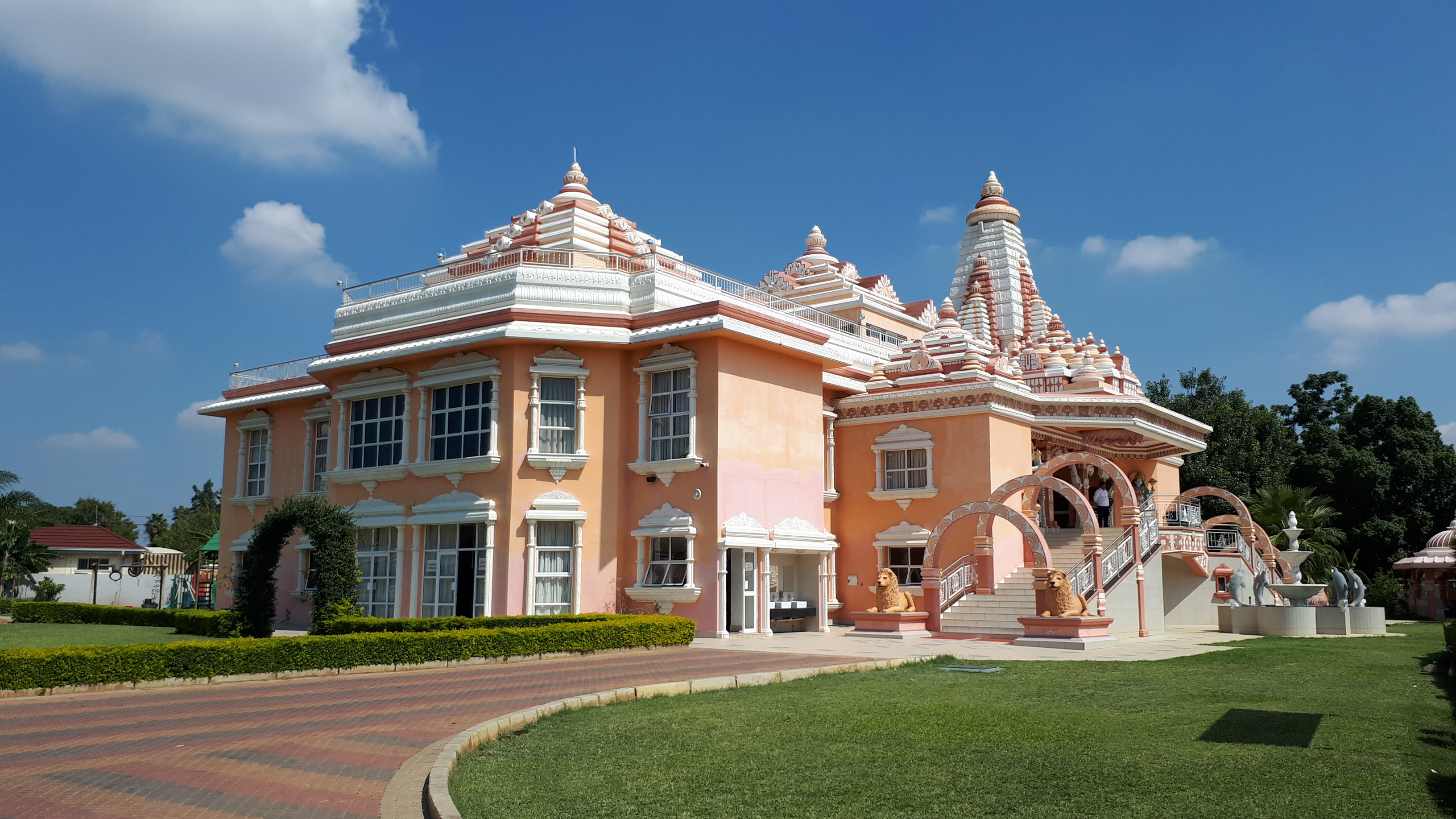
Temble hindou de Gaborone.
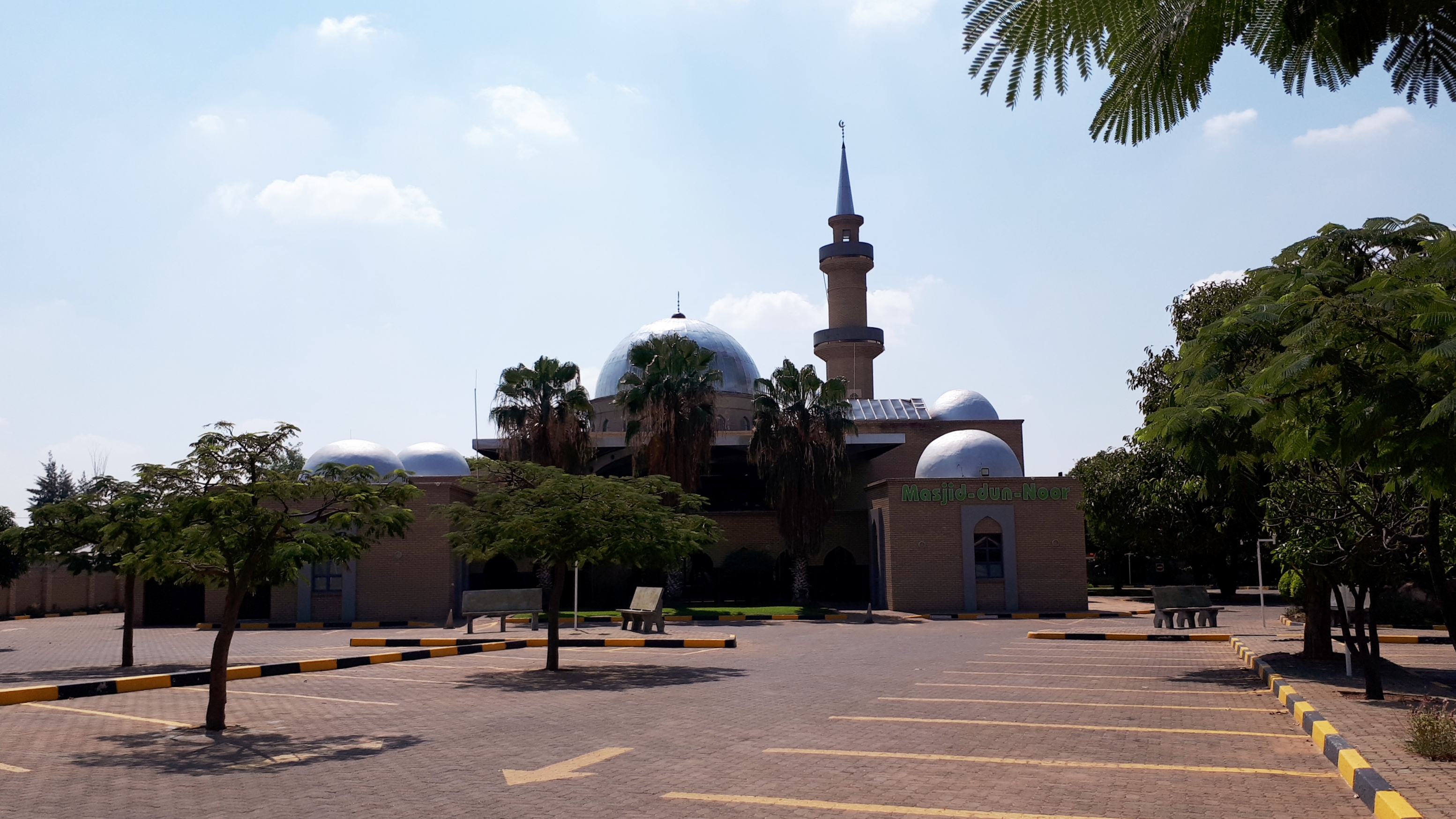
Mosquée de Gaborone.
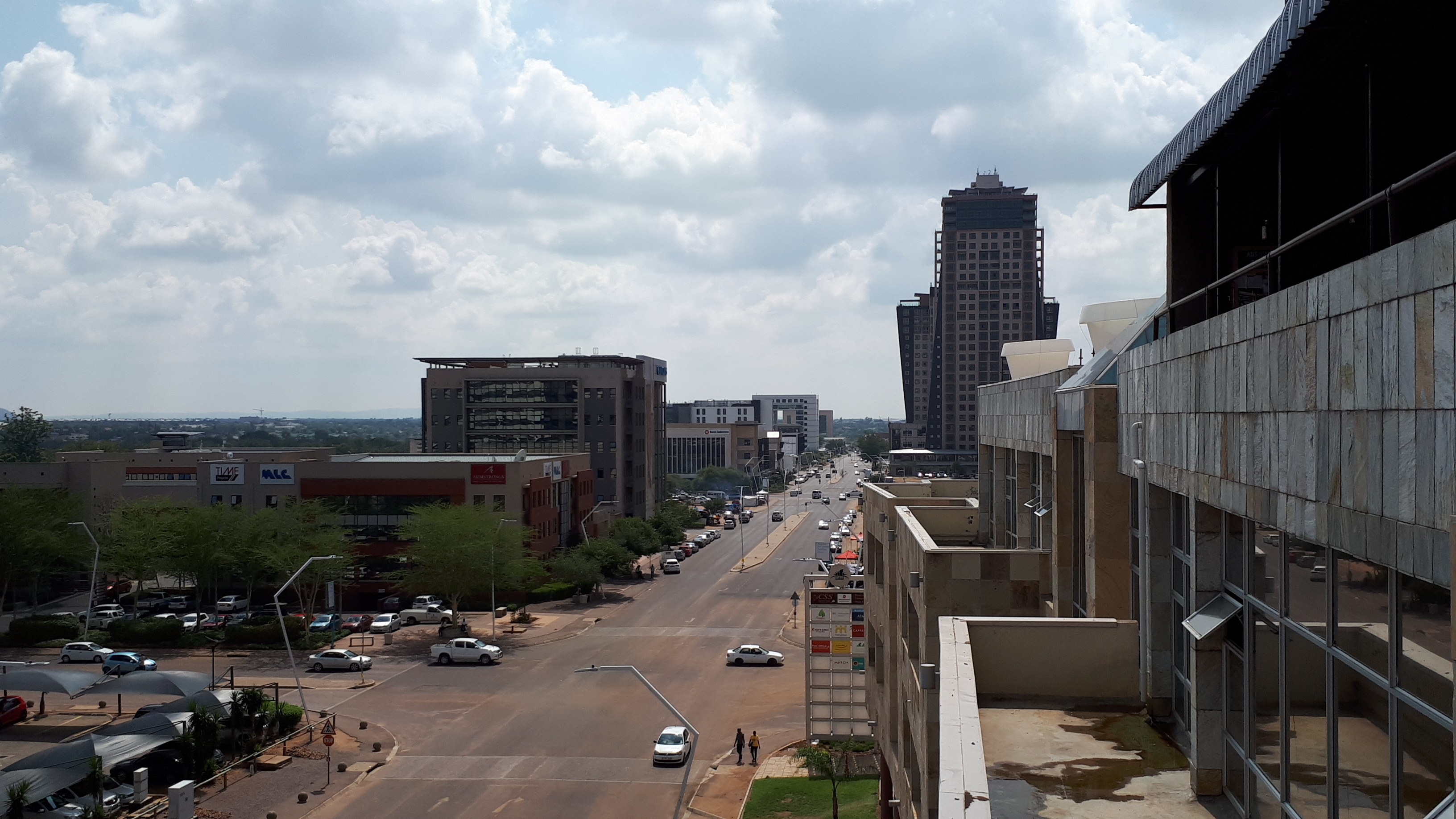
District central des affaires.
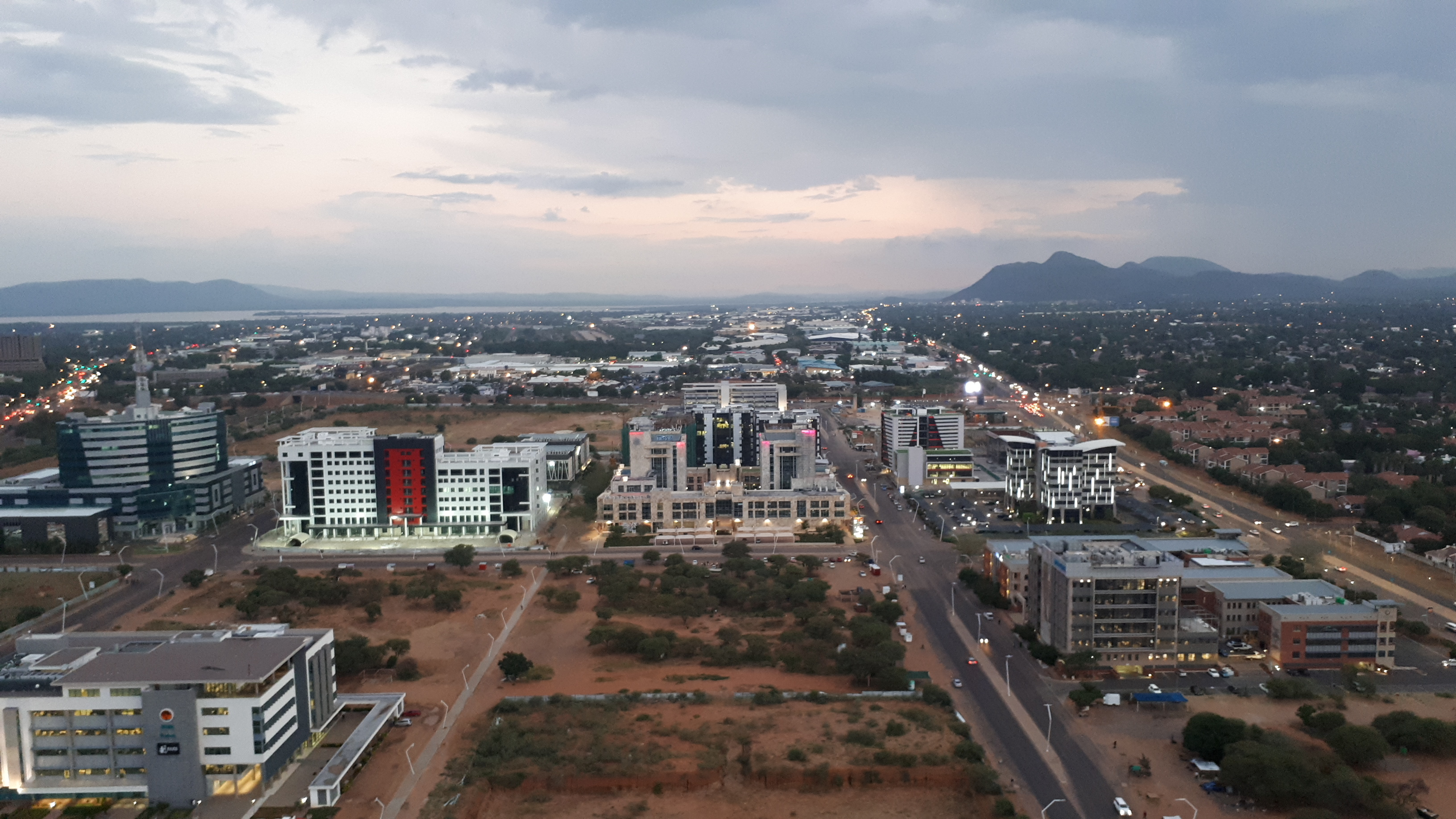
Aménagements du district central des affaires.
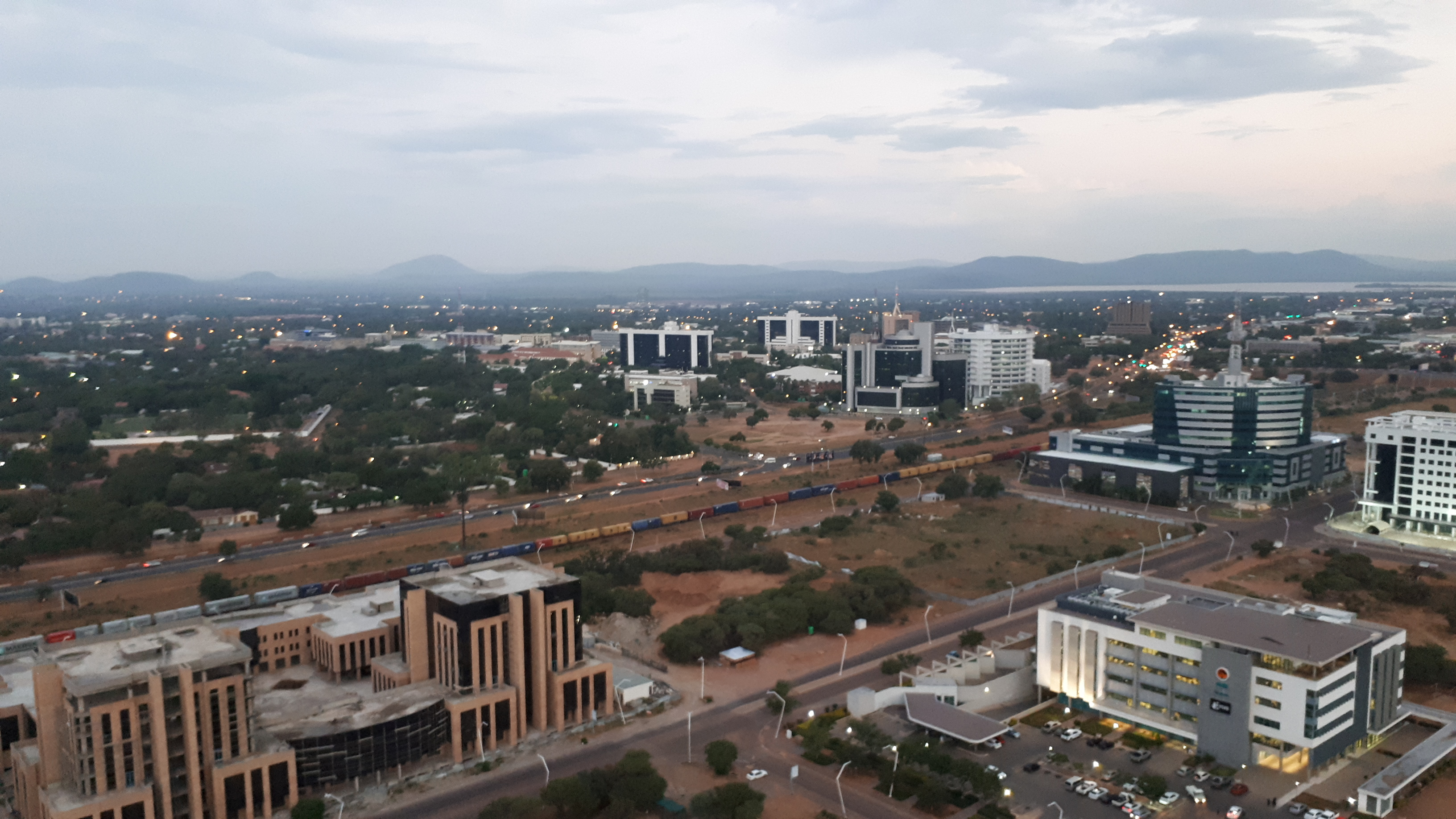
Nouvelles constructions.
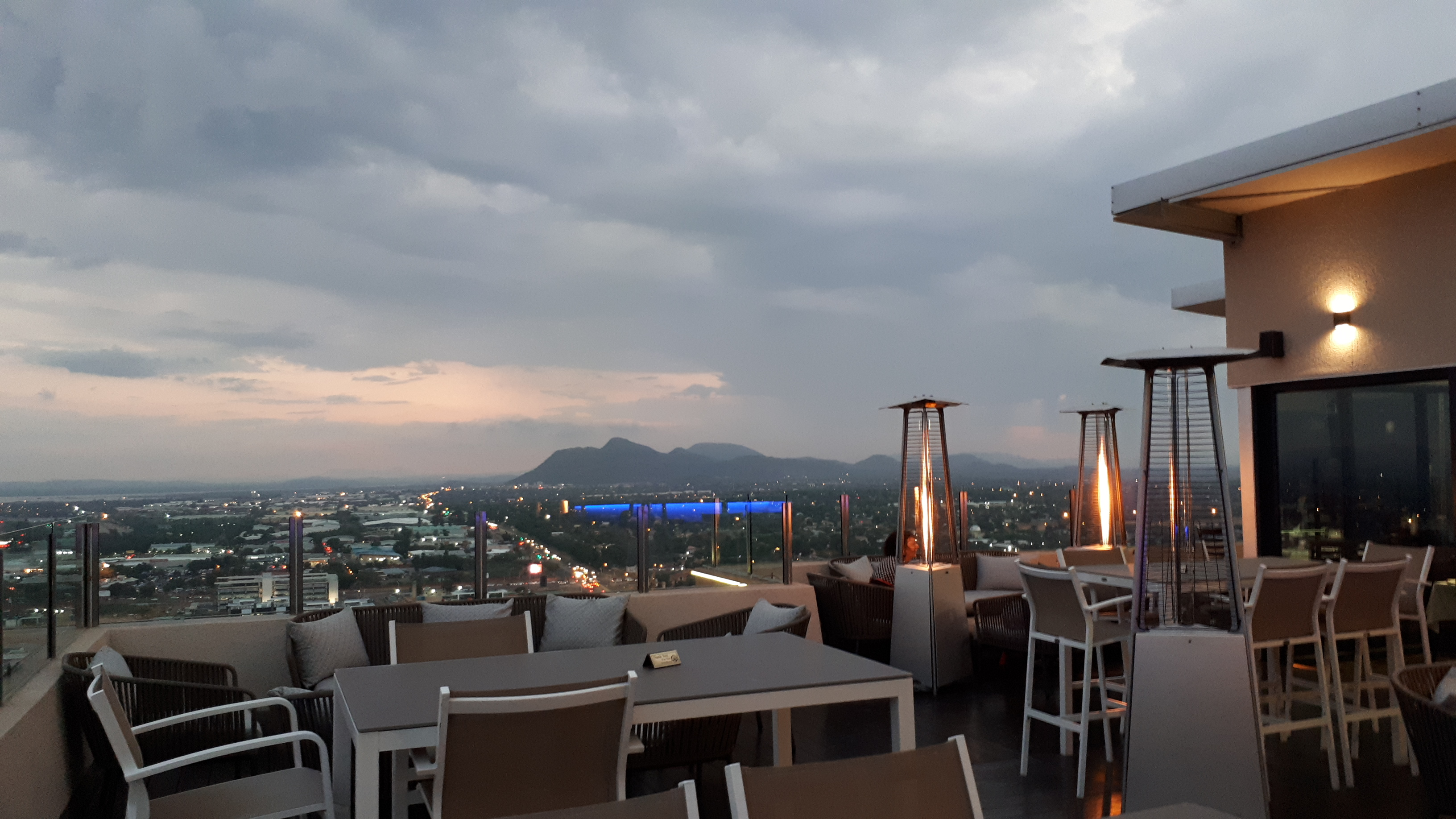
Vue depuis l'étage d'un restaurant.
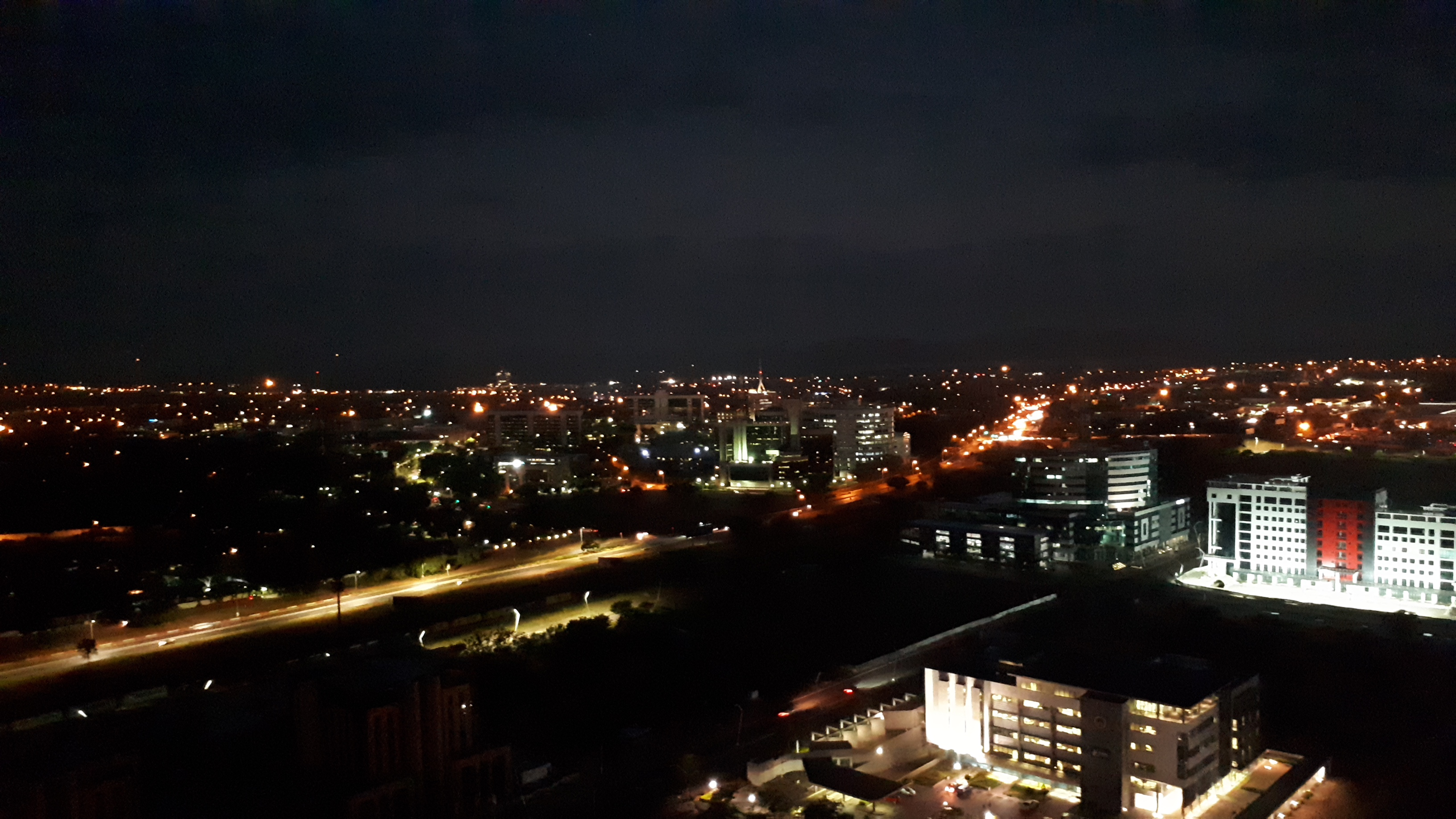
Nouveau district des affaires.
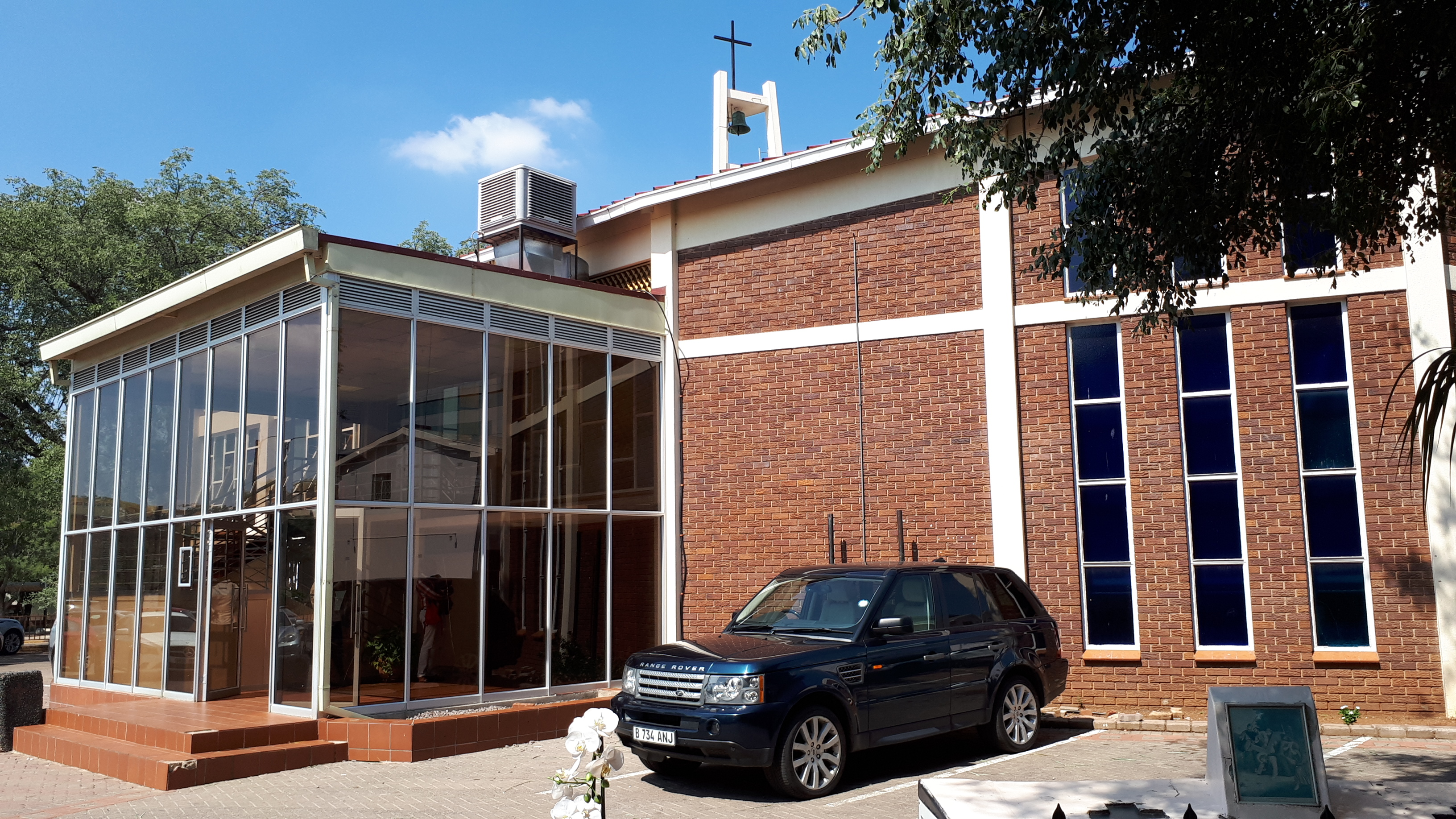
Cathédrale Christ The King.
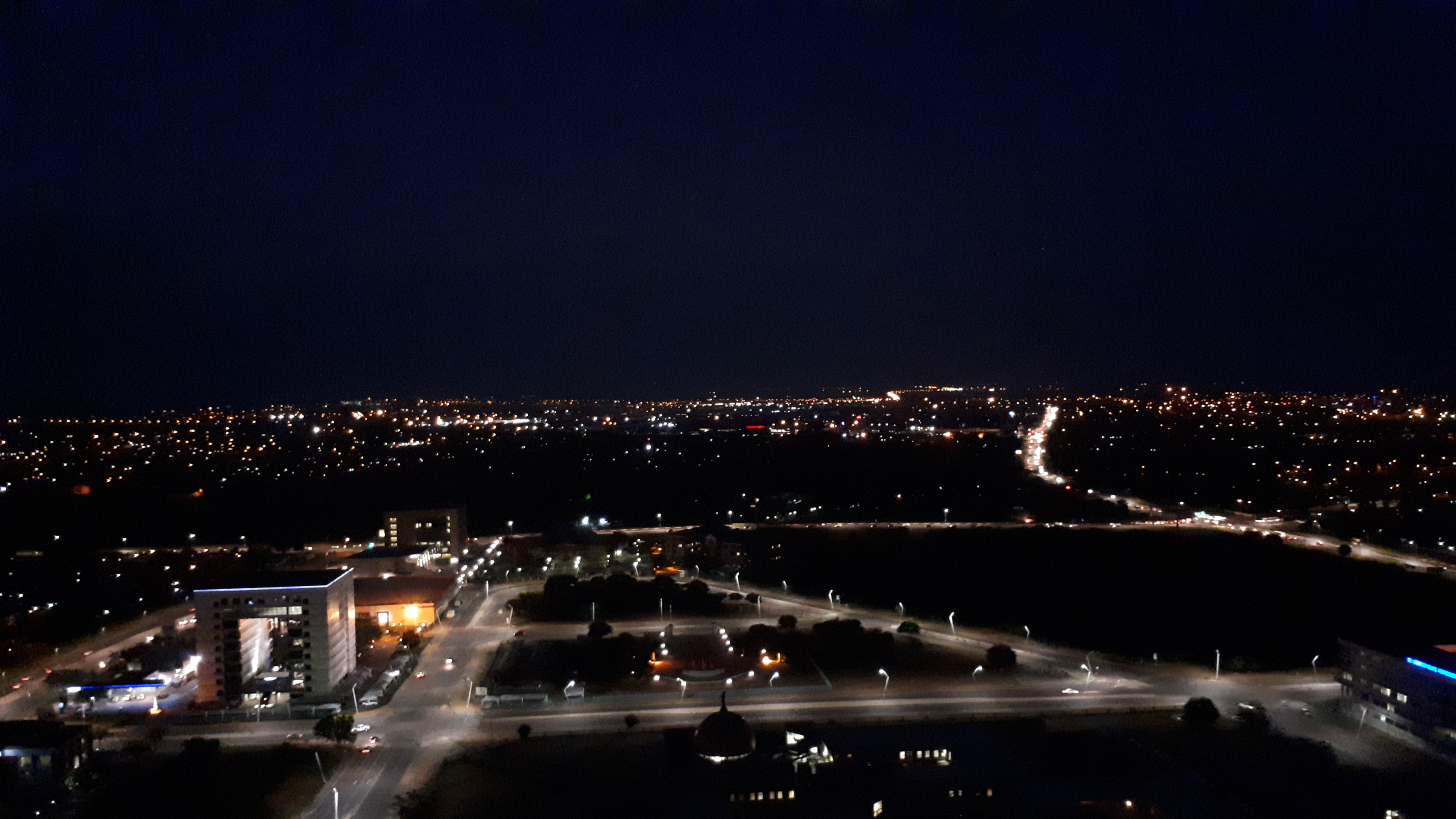
CBD Mall.
SSKI Airport.